# Partido Demócrata (Estados Unidos)
El Partido Demócrata (en inglés: Democratic Party) es un partido político estadounidense socioliberal, con importantes facciones progresistas y socialdemócratas, que junto con el conservador Partido Republicano, es uno de los dos partidos más grandes de los Estados Unidos. Traza sus orígenes al Partido Demócrata-Republicano de Thomas Jefferson y James Madison. Fue fundado alrededor de 1828 por seguidores de Andrew Jackson, convirtiéndolo en el partido político activo más antiguo del mundo.
La filosofía del partido fue en sus inicios, el conservadurismo, siendo el populismo su característica principal en las zonas rurales del sur de Estados Unidos. Hasta bien entrado el siglo XX, el partido tenía alas conservadoras pronegocios y alas sureñas conservadoras-populistas. Gracias al New Deal, sin embargo, las facciones conservadoras del partido se extinguieron fuera del Sur. La «Coalición del New Deal» (desde 1932 hasta 1969), que introdujo posturas socialdemócratas, atrajo un fuerte apoyo de votantes con orígenes europeos recientes, muchos de los cuales eran católicos, de clase trabajadora, que habitaban en las grandes ciudades. Después del apoyo demócrata a la lucha por la igualdad racial de la década de 1960, la mayor parte de los sureños blancos y católicos del norte mudaron sus votos al Partido Republicano más conservador. Evangélicos blancos y sureños, se volvieron republicanos a nivel local y estatal desde los años noventa. Las personas que habitan áreas metropolitanas, mujeres, minorías sexuales, los jóvenes, graduados universitarios y minorías raciales y étnicas tienden a apoyar al Partido Demócrata mucho más de lo que apoyan al Partido Republicano rival.
La filosofía del Partido Demócrata, el socioliberalismo, aboga por la igualdad social junto con un moderado estado del bienestar. Sin embargo, dentro del partido se encuentran otras filosofías, como la socialdemócrata encabezada por Bernie Sanders.
Políticas como la introducción de algunos programas sociales, el apoyo a los sindicatos, una matrícula universitaria asequible, programas de atención médica universal, igualdad de oportunidades, protección del consumidor y del medio ambiente constituyen el núcleo de la política económica del partido. En cuestiones sociales, el partido apoya los derechos reproductivos, los derechos LGBT, la reforma migratoria, la reforma de financiación de campañas, el control de armas y en menor grado, la legalización de la marihuana. 
Quince demócratas se han desempeñado como presidente de los Estados Unidos. El primero fue Andrew Jackson, quien fue el séptimo presidente y sirvió de 1829 a 1837. El más reciente fue Joe Biden, quien fue el 46.º y ocupó el cargo de 2021 a 2025.
En las últimas elecciones presidenciales, la demócrata Kamala Harris fue derrotada por Donald Trump. Kamala fue elegida candidata demócrata a presidenta cuando Joe Biden se retiró de la carrera por la reelección por problemas de salud. Tras las elecciones al senado de 2024 el partido perdió la mayoría en el senado, y en las elecciones a la Cámara de Representantes volvió a repetir la minoría. El partido demócrata posee la alcaldía de la mayoría de las ciudades importantes, 23 gobernaciones estatales, 18 legislaturas estatales y 15 trifectas de gobiernos estatales (gobernación y ambas cámaras legislativas). Tres de los nueve jueces en funciones de la Corte Suprema de Estados Unidos fueron nombrados por presidentes demócratas.

## Historia

### Fundación del Partido Demócrata

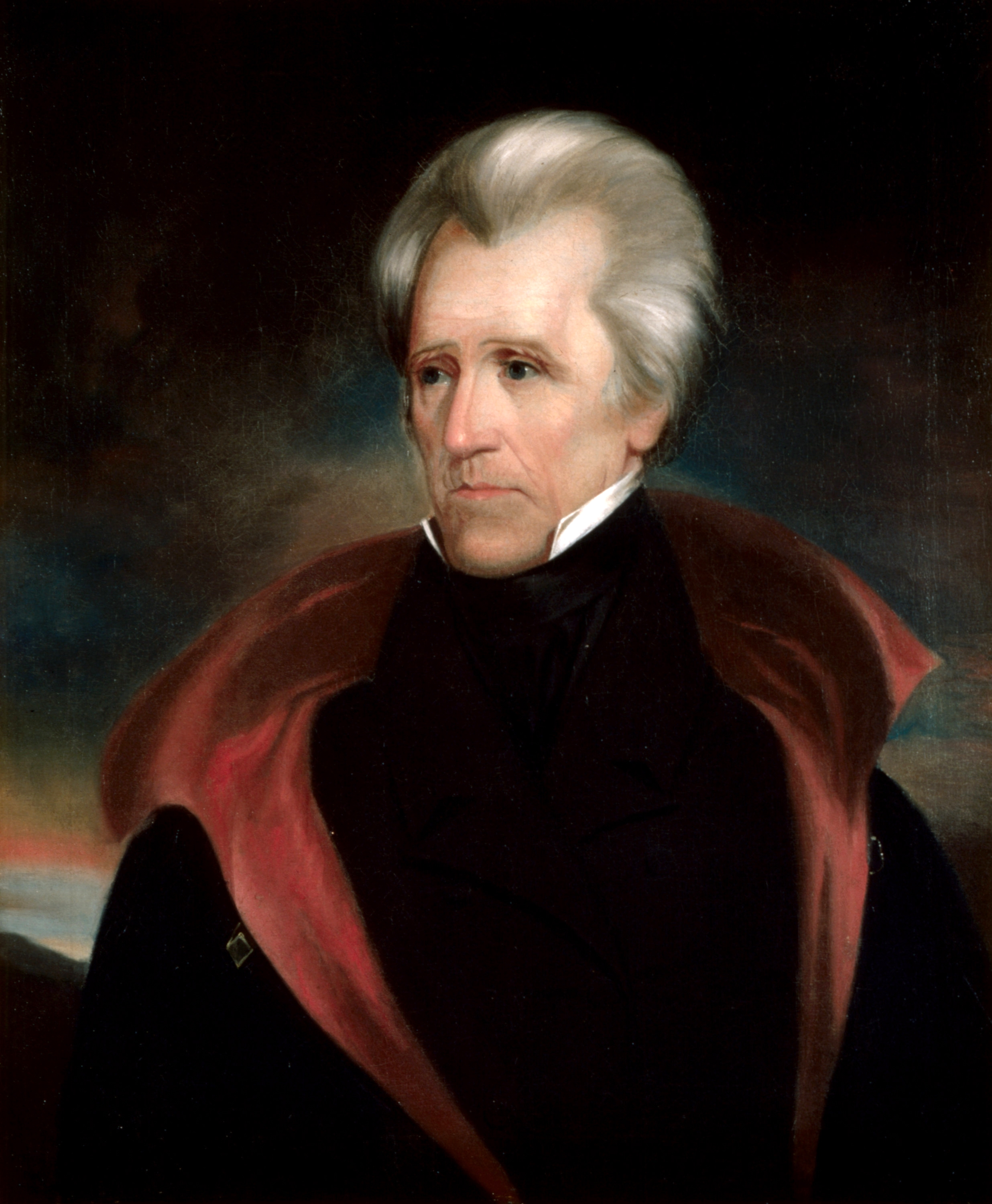
Andrew Jackson (1829-1837) fundó el Partido Demócrata como un instrumento para llegar al poder, desafiando a los líderes tradicionales. Su polémica figura polarizó al país consolidando el modelo bipartidista en la política estadounidense.

En el año 1824, el antiguo Partido Demócrata-Republicano de los Estados Unidos, que gobernaba el país de forma ininterrumpida desde el año 1801, entró en una crisis; ese año, en muchos estados del país se elegía por primera vez por sufragio popular directo de los mayores de edad (exceptuadas las mujeres y los afroestadounidenses) a los Electores que a su vez debían elegir al presidente de Estados Unidos (aunque en algunos estados todavía eran las Legislaturas Estatales las que elegían a los Electores).
Este hecho ocasionó una división en el Partido Demócrata-Republicano, porque se presentaban varios candidatos presidenciales que se proclamaban demócratas-republicanos y reclamaban directamente el voto popular; uno de ellos era el general Andrew Jackson, un popular héroe de la guerra anglo-estadounidense de 1812 a 1815 (aunque Jackson nunca había sido cercano a los líderes demócrata-republicanos).
Jackson perdió la elección presidencial a pesar de haber sido el candidato más votado, debido a que la Duodécima Enmienda estipulaba que si ninguno de los candidatos obtenía la mayoría absoluta en el Colegio Electoral, Cámara de Representantes del Congreso de los Estados Unidos debía elegir al Presidente entre los tres candidatos más votados; y la Cámara eligió a John Quincy Adams.
Pero entonces Jackson y sus partidarios comenzaron a fundar por todo el país las filiales de un nuevo partido que aún no tenía un nombre claro o definitivo; un partido cuyo principal objetivo era llevar a la presidencia al general Jackson y hacerle oposición al Gobierno del «usurpador» Quincy Adams. Este partido contaba con un gran apoyo partidista del Estado de Nueva York que había pertenecido anteriormente al ya difunto Partido Demócrata-Republicano; y fue el primer partido «popular» de la historia estadounidense, al movilizar a las masas y valerse de una red de periódicos «populares» y «sensacionalistas».
En 1829 el nuevo partido llegó al poder al tomar posesión de la Presidencia el general Jackson (ganador de las elecciones del año anterior); ante el estupor de la élite política que vio a las masas de pobres llegar por miles a la fiesta de ascensión al poder de Jackson en la Casa Blanca.
El partido «jacksoniano» (o los «hombres de Jackson») introdujo importantes novedades en su organización interna; fue el tercer partido estadounidense que celebró una «Convención Nacional» partidista para elegir a su candidato presidencial (los dos primeros fueron el Partido Antimasónico y el Partido Nacional-Republicano que celebraron sus convenciones en 1831, mientras que la primera Convención Nacional Demócrata se celebró entre el 21 de mayo y el 23 de mayo de 1832 y ratificó la candidatura a la reelección del general Jackson). De esta manera se avanzó en la democracia interna de los partidos. También fue uno de los primeros partidos que estableció una plataforma del partido, en la que se estipulaban todos los principios ideológicos de la organización.
En 1834 el nombre de «Partido Demócrata» se impuso definitivamente; aunque no sería sino hasta 1844 cuando fue oficializado formalmente por la Convención Nacional de ese año.

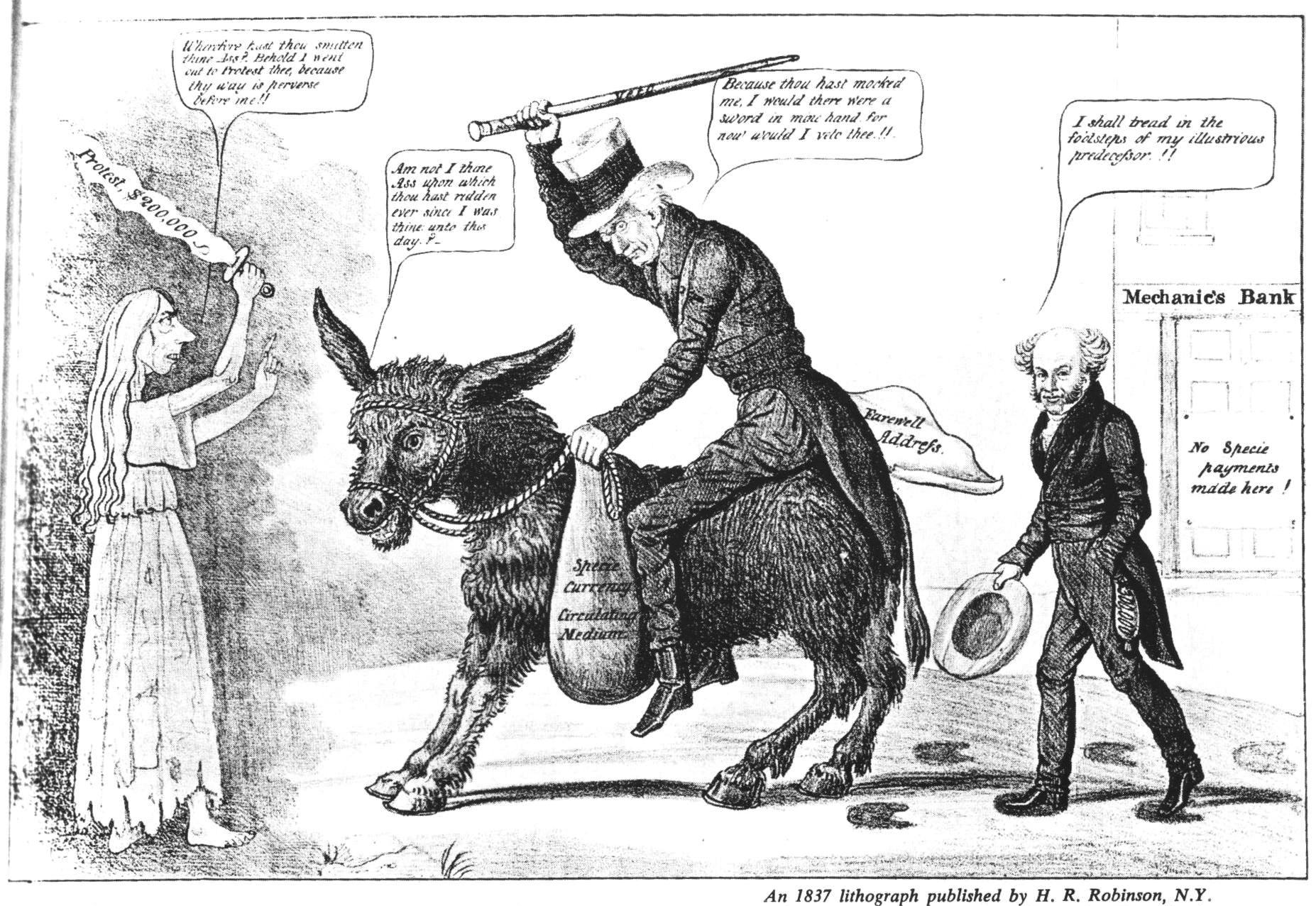
1837: Primera aparición del asno demócrata en una caricatura con Andrew Jackson y Martin Van Buren.

La intensa polarización en torno a la figura de Jackson no solo determinó la creación del Partido Demócrata; sino que también propició que los enemigos del general fundaran el Partido Whig para oponerse a él y sus demócratas.

### Etapa anterior a la Guerra Civil
Cuando Jackson dejó la Presidencia, el Partido Demócrata se volvió cada vez más conservador; el partido era muy popular en los Estados del Sur del país por su defensa de los derechos de los estados frente al poder federal, pero esto trajo como consecuencia que los políticos blancos sureños tuvieran un enorme peso dentro de la organización y la convirtieran en una defensora de la esclavitud.
Los demócratas del Sur defendían la institución de la esclavitud de los negros, y la mayoría de los demócratas del Norte contemporizaban y no se atrevían a oponerse a sus compañeros del Sur; los demócratas antiesclavistas estaban descontentos con su partido (y muchos terminarían pasándose al Partido Republicano a partir de 1854).

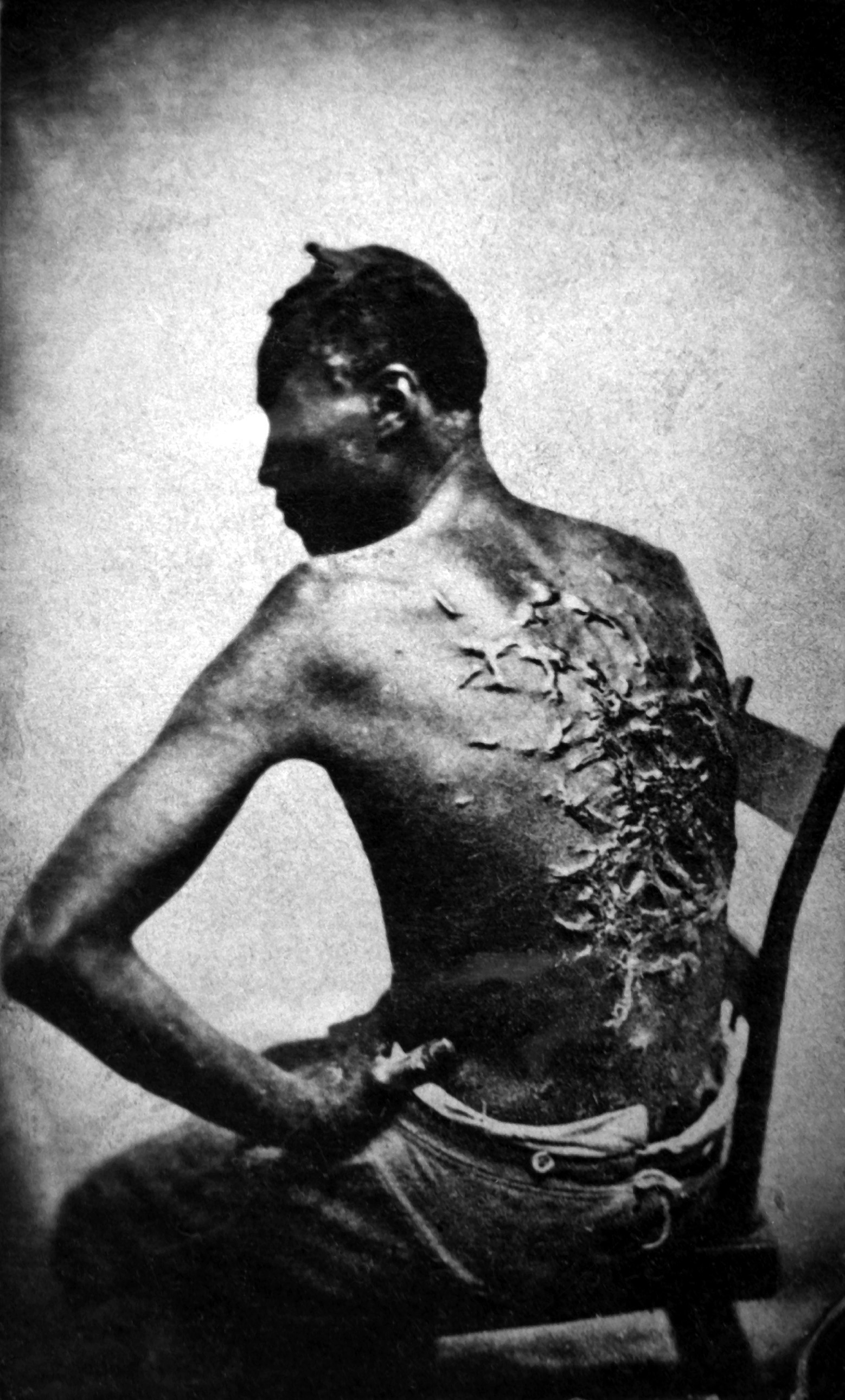
La defensa de la esclavitud por parte de los sectores sureños del Partido Demócrata con el apoyo o la pasividad de la mayoría de los demócratas norteños permitió al partido dominar la política después del retiro de Jackson, pero a costa de conducir al país a una ruptura fratricida. En la imagen de 1863 Peter, un esclavo de Baton Rouge, Luisiana, muestra las cicatrices resultado de los azotes de su capataz, que posteriormente fue despedido por el amo.

Los presidentes demócratas que gobernaron Estados Unidos la mayor parte del período entre 1837 (cuando terminó el mandato de Jackson) y 1861 (cuando empezó la Guerra Civil) apoyaron las medidas que favorecían no solo la permanencia de la esclavitud, sino también su extensión a los nuevos estados que entrarían a la Unión. Aunque a veces trataran de pasar por «neutrales» entre partidarios y enemigos de la esclavitud; casi siempre se inclinaban a favor de las políticas propuestas por los esclavistas del Sur. Además, toleraban el creciente desafío de los estados del Sur a la autoridad del Gobierno Central de la nación, sin adoptar medidas enérgicas que frenaran esta actitud precursora de la secesión. Por lo general, se les acusa de ser presidentes débiles y entregados a los intereses del Sur.
También en materia económica los gobiernos demócratas contentaron a los sureños rebajando los aranceles a las importaciones y adoptando una política de libre comercio internacional; lo que disgustaba a los industriales y trabajadores del Norte que querían aranceles más altos (proteccionistas). Todo esto hizo que el partido perdiera apoyo popular en los Estados del Norte.
Pese a todo, el Partido Demócrata sólo perdió dos elecciones presidenciales en ese período (las de 1840 y 1848) frente a sus rivales del Partido Whig; y fue necesario que se fundara el Partido Republicano en 1854 para que el descontento con los demócratas fuera finalmente capitalizado por la oposición.

### El Partido Demócrata y la Guerra Civil

El reparto del colegio electoral en las elecciones de 1860.

A finales del gobierno del Presidente James Buchanan (1857-1861) el Partido Demócrata estaba en crisis; muchos demócratas importantes del Norte habían roto con Buchanan por su excesiva inclinación a los intereses sureños, y los demócratas del Sur se volvían cada vez más intransigentes.
En la Convención Nacional Demócrata de 1860 las diferencias se hicieron insalvables y la ruptura inevitable. Las delegaciones de varios estados del Sur se retiraron de la Convención cuando ésta no aprobó la inclusión de una medida a favor de la esclavitud en la Plataforma Electoral del partido; y posteriormente el resto de los demócratas del Sur también se retiró de la Convención.
Con sólo los representantes de los estados del Norte, la Convención Demócrata nombró a Stephen A. Douglas candidato presidencial del Partido Demócrata; pero los demócratas del Sur reaccionaron nombrando a otro candidato presidencial, que era nada menos que el Vicepresidente de los Estados Unidos en ese momento: John C. Breckinridge. El partido acudió con dos candidatos diferentes a las elecciones presidenciales, facilitando la victoria del candidato republicano Abraham Lincoln.
Cuando los estados del Sur declararon su separación de los Estados Unidos para crear un nuevo país independiente (los Estados Confederados de América) y se alzaron en armas, el Partido Demócrata del Sur se convirtió en la fuerza política que apoyaba la rebelión armada, lo que hacía de sus miembros delincuentes responsables de rebelión y traición.

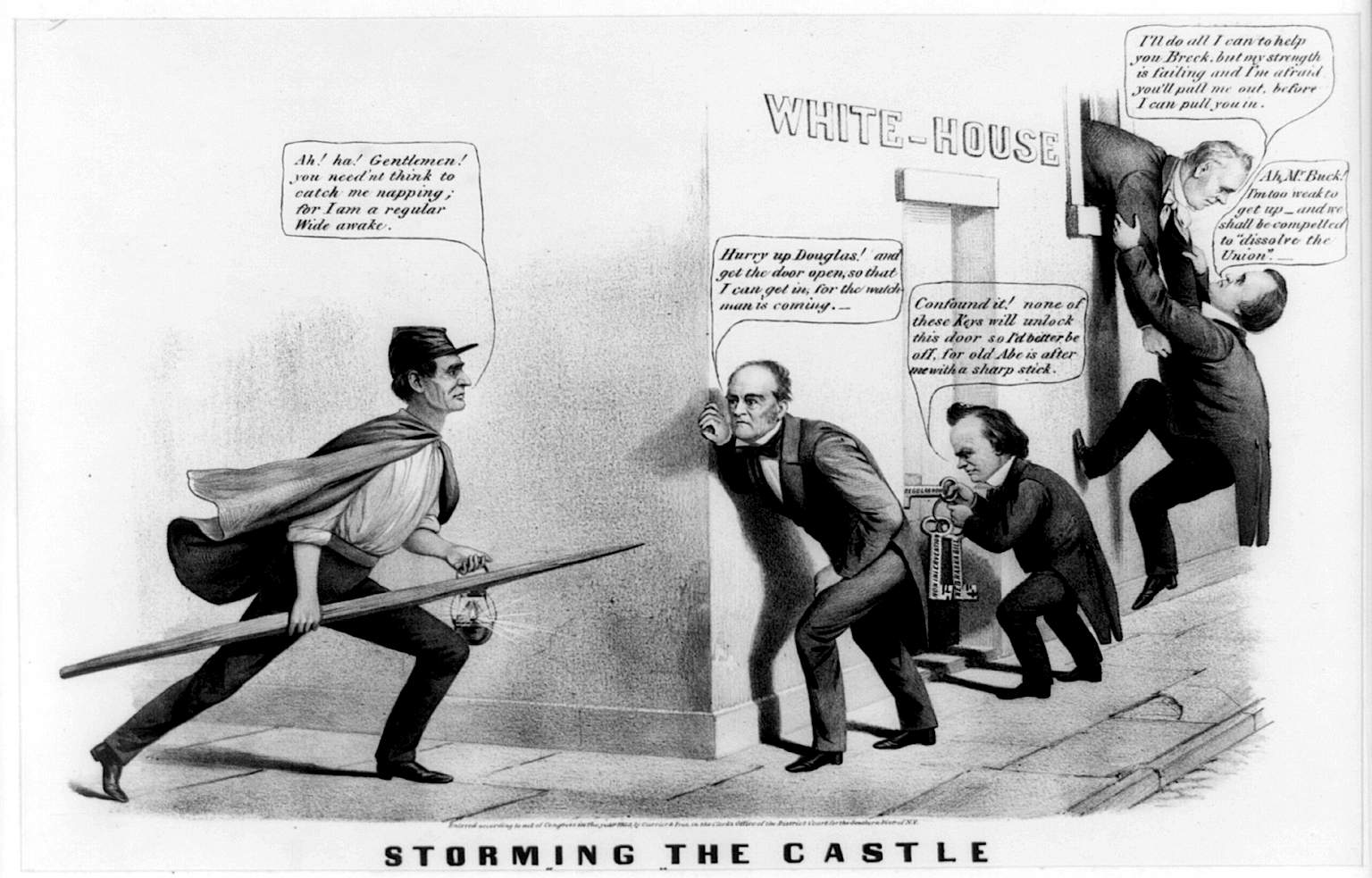
La división del partido entre demócratas del Norte y demócratas del Sur antes de las elecciones presidenciales de 1860 hizo que fuera imposible evitar la Guerra Civil. En una caricatura política de la época se ve a los candidatos demócratas del Norte y del Sur, Stephen A. Douglas y John C. Breckinridge respectivamente, peleándose entre sí y con los otros candidatos (Abraham Lincoln y John C. Bell) para entrar a la Casa Blanca.

El Partido Demócrata del Norte se mantuvo fiel a la Constitución y las leyes, y reconoció al gobierno de Lincoln; apoyando el uso de la fuerza para reprimir la rebelión. Pero en algunos estados sureños que no habían querido separarse de los Estados Unidos y se mantuvieron fieles a la Constitución, la situación se volvió difícil; muchos de sus habitantes querían unirse a los estados rebeldes y formaron guerrillas para luchar contra el Gobierno Federal.
Ante esta situación, Lincoln ordenó la suspensión de las garantías constitucionales e hizo arrestar a miles de demócratas que estaban implicados en actividades subversivas, pese a la protesta del Partido Demócrata, que lo consideraba una persecución política. Sin embargo, en esos mismos estados había también muchos demócratas que rechazaban las actividades subversivas y compartían con sus compañeros de partido del Norte su lealtad al orden constitucional; incluso en los estados rebeldes había unos pocos dirigentes demócratas que habían rechazado la secesión y habían huido al Norte para colaborar en la defensa de la Unión.
En 1864 el Partido Demócrata del Norte (y de los estados sureños leales) postuló como candidato presidencial al general George B. McClellan, quien había luchado contra los rebeldes del Sur con pésimos resultados (por lo que Lincoln lo había destituido de la Comandancia General del Ejército) y que ahora se presentaba con una Plataforma Electoral pacifista (con la que él personalmente no estaba de acuerdo, pero que le fue impuesta por el Partido) a favor de entablar negociaciones con los rebeldes para terminar la guerra. Los republicanos acusaron de derrotistas a los demócratas y de que su propuesta podía darle a los sureños la victoria que no habían conseguido en la batalla. Para complicar aún más la situación un grupo de demócratas del Norte y de los estados sureños leales decidió no apoyar al candidato oficial del partido y dar su voto a Lincoln, dentro de una boleta electoral de Unión Nacional; a cambio lograron que uno de sus dirigentes, Andrew Johnson (uno de los pocos demócratas de los estados rebeldes que se habían negado a apoyar la secesión y que luchaban contra la rebelión), fuera postulado para Vicepresidente dentro de esa boleta. Finalmente, Lincoln derrotó a McClellan por amplio margen (Lincoln obtuvo el 55 % de los votos populares y McClellan el 45 %).

### Los Demócratas durante el período 1865-1933

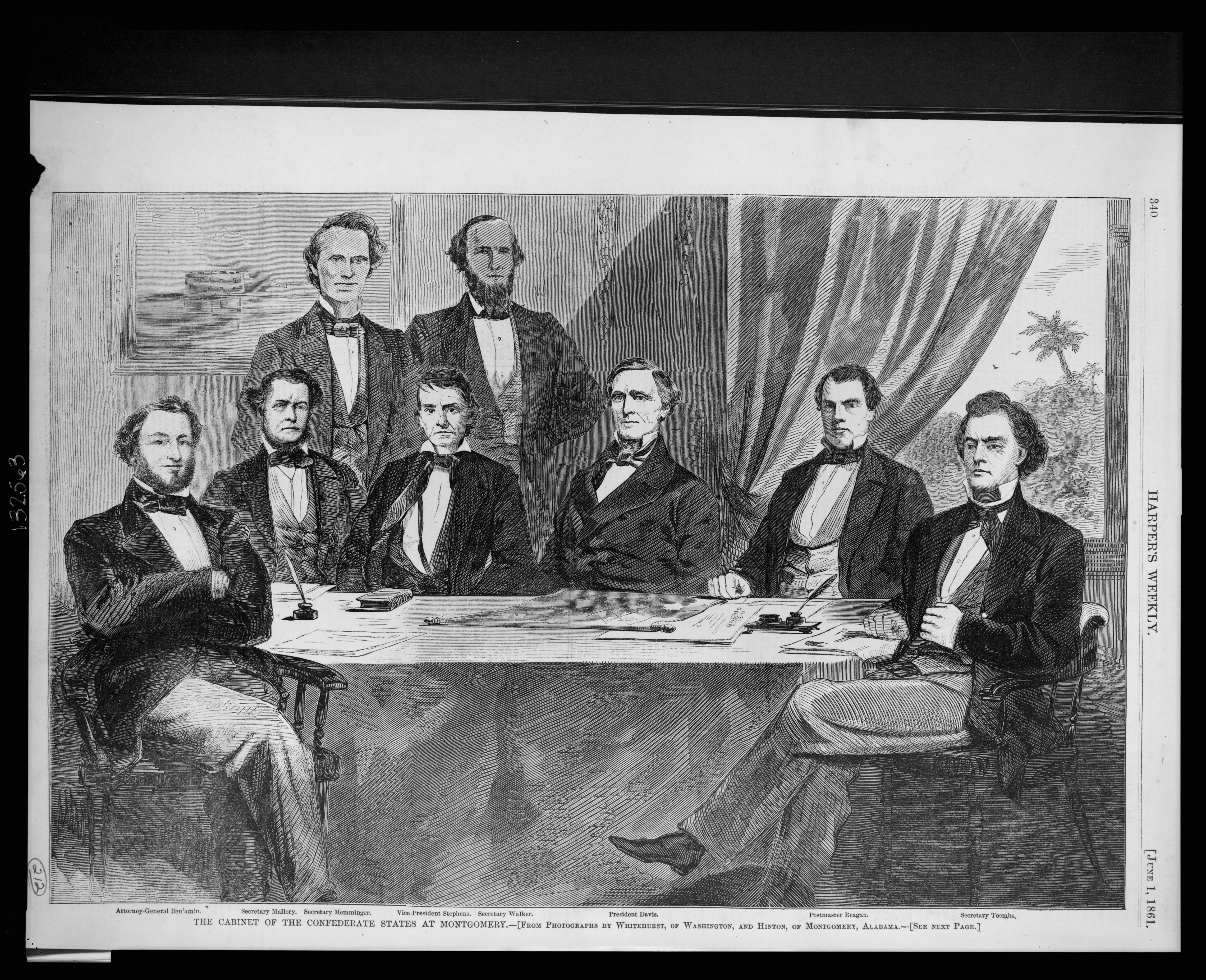
La Guerra Civil hizo aún más dramática la división del partido. Mientras los demócratas del Sur habían organizado y promovido la rebelión armada secesionista para dividir la Unión y contra el gobierno de Lincoln; los demócratas del Norte permanecían leales al orden constitucional y a la autoridad legítima de Lincoln, aunque sin renunciar a hacerle una dura oposición pacífica y democrática. El Gabinete original de los rebeldes Estados Confederados de América estaba formado íntegramente por demócratas sureños, comenzando por el presidente Jefferson Davis.

Después del final de la Guerra Civil, el Partido Demócrata quedó muy debilitado, mientras que el Partido Republicano salió de la contienda convertido en el partido hegemónico de la política estadounidense.

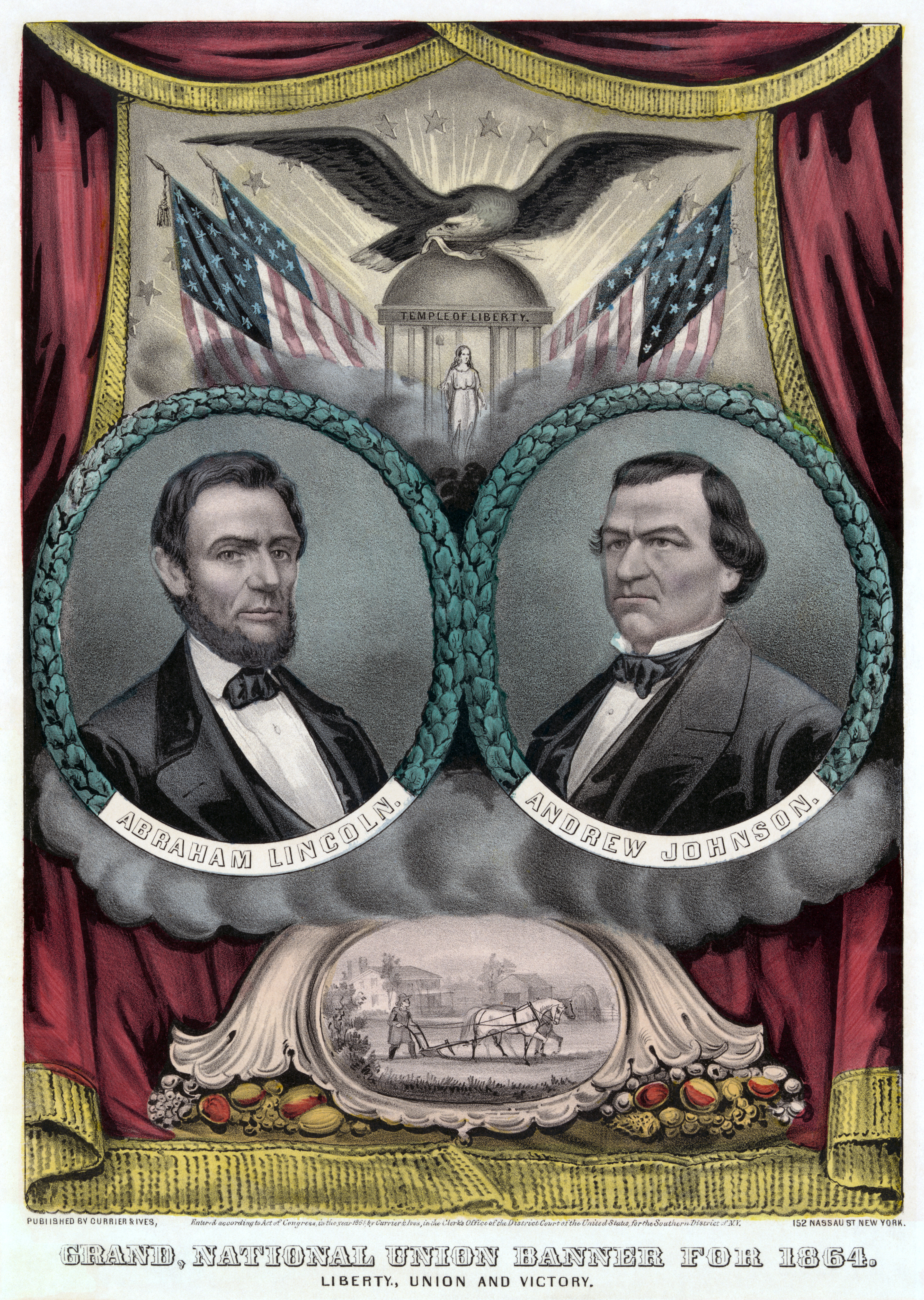
Un sector de los demócratas del Norte se negaron a apoyar al candidato del partido en las elecciones de 1864 y prefirieron aliarse al Partido Republicano en una candidatura de Unión Nacional. De esa manera el demócrata Andrew Johnson se convirtió en Vicepresidente, y luego de la muerte de Lincoln se convirtió en Presidente. En la litografía en color un afiche de campaña con Lincoln y Johnson.

En los estados del Sur que se habían unido a la rebelión secesionista, el Congreso de los Estados Unidos (dominado por el ala radical del Partido Republicano) prohibió a los blancos sureños ejercer el derecho al voto mientras no fueran perdonados por su apoyo pasado a la rebelión; en cambio, sí dieron el derecho a votar a los afroamericanos que habían sido esclavos de los terratenientes blancos. En la práctica esto significó que un puñado de blancos norteños que habían emigrado a los estados del Sur para hacer dinero con la corrupción, y que pertenecían al Partido Republicano (los carpetbaggers), y algunos políticos blancos sureños que se habían hecho republicanos por oportunismo (los scalawags); se hicieran dueños de casi todos los cargos de elección popular de los estados del Sur, gracias al voto de los negros.
Los exmiembros del desaparecido Partido Whig de los Estados Unidos en los estados del Sur, intentaron reorganizarse después de la guerra, después de haber intentado fundar varios partidos fallidos en los años anteriores a la guerra; acabado el conflicto fundaron en el Sur una organización llamada Partido Conservador, con la esperanza de unirse a otros ex-whigs del Norte que no se hubieran unido al Partido Republicano. Pero a los pocos años el intento fracasó, y entonces estos antiguos whigs sureños fueron absorbidos por el Partido Demócrata en el Sur. Pero ni siquiera ésta unificación de demócratas del Norte y del Sur y de whigs del Sur en un solo partido lograba vencer el dominio republicano.
Entonces, aunque el Partido Demócrata del Norte se había reunificado con el Partido Demócrata del Sur, seguía sin tener el apoyo electoral de los estados del Sur por el régimen de partido único de facto que existía en esos estados a favor de los republicanos.

En los estados del Norte una importante mayoría de los electores se inclinaban por el Partido Republicano, y el Partido Demócrata debía conformarse con una minoría que, aunque significativa, no dejaba de ser minoría. La mayoría de los inmigrantes extranjeros que llegaban al país en esa época terminaban convirtiéndose en republicanos (excepto los irlandeses que preferían a los demócratas); y como estos inmigrantes (mayoritariamente europeos) se instalaban en mayor cantidad en los nuevos estados del Medio Oeste, la desigualdad geográfica a favor de los republicanos aumentaba.

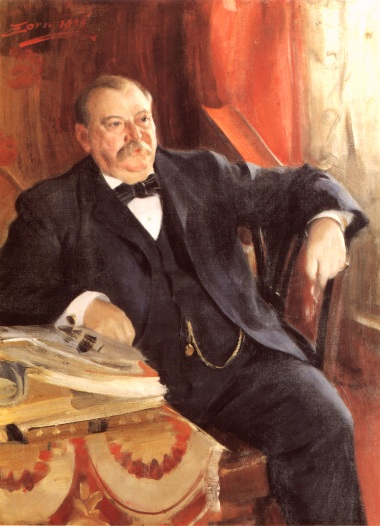
Grover Cleveland (1885-1889/1893-1897), fue el primer presidente demócrata después de la Guerra Civil. Habían pasado veintiocho años desde la última victoria electoral del partido. Fue el único demócrata electo presidente entre 1860 y 1908.

En ese contexto, el Partido Demócrata se convirtió en un eterno perdedor de las elecciones presidenciales y legislativas nacionales; conformándose con ganar elecciones para gobernadores y alcaldes en algunos sitios. La situación mejoró un poco cuando los blancos del Sur recuperaron el derecho de votar (y obligaron a los negros a no votar, coaccionándolos con el uso de la fuerza); ya que a partir de ese momento la región se convirtió en el Sólido Sur, una parte del país donde el Partido Demócrata ganaba todas las elecciones con más del 90 % de los votos y los republicanos casi no existían. Gracias a los votos del Sur y el descontento con la corrupción republicana, el candidato demócrata casi gana las elecciones presidenciales de 1876; pero al final ganó el republicano Rutherford B. Hayes después de un proceso lleno de denuncias de fraude e irregularidades en algunos estados clave.

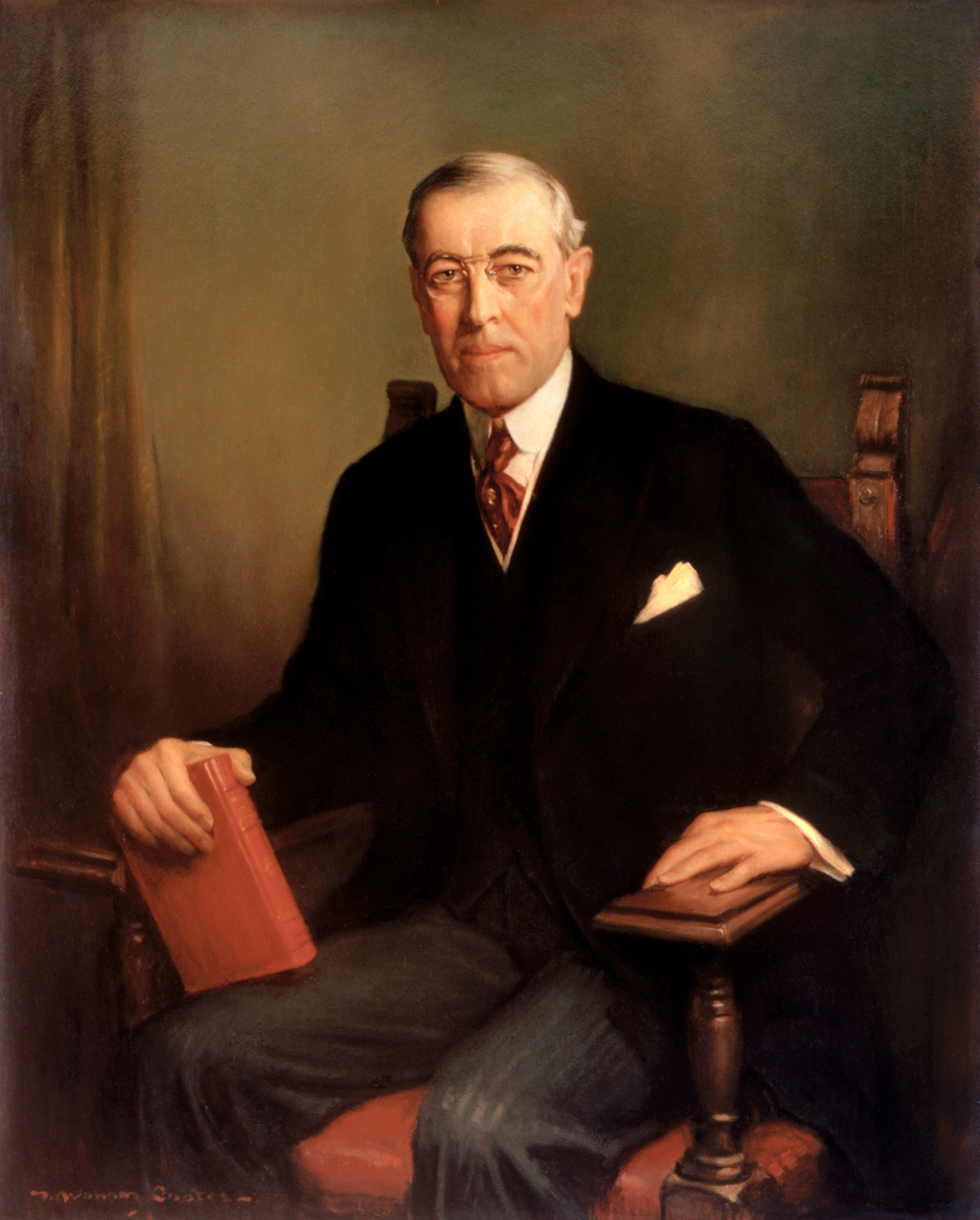
Woodrow Wilson (1913-1921), segundo presidente demócrata luego de la Guerra Civil, y segundo y último demócrata electo entre 1860 y 1928. En su administración se creó la Reserva Federal y el Impuesto Sobre la Renta.

Cuando por fin un demócrata volvió a ganar la presidencia de Estados Unidos en las elecciones de 1884 fue un acontecimiento raro y casi milagroso; ya que habían pasado nada menos que 28 años desde la última vez que habían ganado (1856), y 24 desde que habían perdido el poder (1860). Este presidente demócrata fue Grover Cleveland, que ganó por un margen muy pequeño de votos; y está considerado uno de los mejores presidentes de finales del siglo XIX.
Cleveland rebajó los aranceles excesivamente altos que habían dejado los republicanos, mantuvo la disciplina fiscal y reguló los excesos de las empresas privadas de ferrocarriles. No fue reelegido en 1888, por tecnicismos en el sistema electoral; pero en 1892 ganó las elecciones y regresó a la presidencia por un último período.
Después de los dos gobiernos de Cleveland (1885-1889 y 1893-1897) el Partido Demócrata volvió a ser desterrado del poder hasta las elecciones de 1912, cuando su candidato presidencial Woodrow Wilson ganó gracias a la división del Partido Republicano en dos candidaturas distintas. Wilson gobernó por dos períodos entre 1913 y 1921; además de dirigir al país durante la Primera Guerra Mundial, fue el responsable de reformas internas como la creación de la Reserva Federal de Estados Unidos (el Banco central estadounidense), la puesta en marcha del impuesto sobre la renta, leyes laborales en apoyo a la igualdad de mujeres y niños, y la creación de entes gubernamentales anti-monopolio.
Durante la etapa entre Cleveland y Wilson el Partido Demócrata había sido tentado por las corrientes populistas y antiimperialistas que estaban de moda en la sociedad estadounidense de finales del siglo XIX.
Después de Wilson, surgieron algunas tensiones entre los demócratas que querían reformar el partido y los más reaccionarios; especialmente por el tema de la estrecha relación entre buena parte del partido y el grupo racista Ku Klux Klan (en 1924 por un solo voto no fue aprobada una propuesta de resolución en la Convención Nacional Demócrata que condenaba al Ku Klux Klan y llamaba a romper relaciones con él).

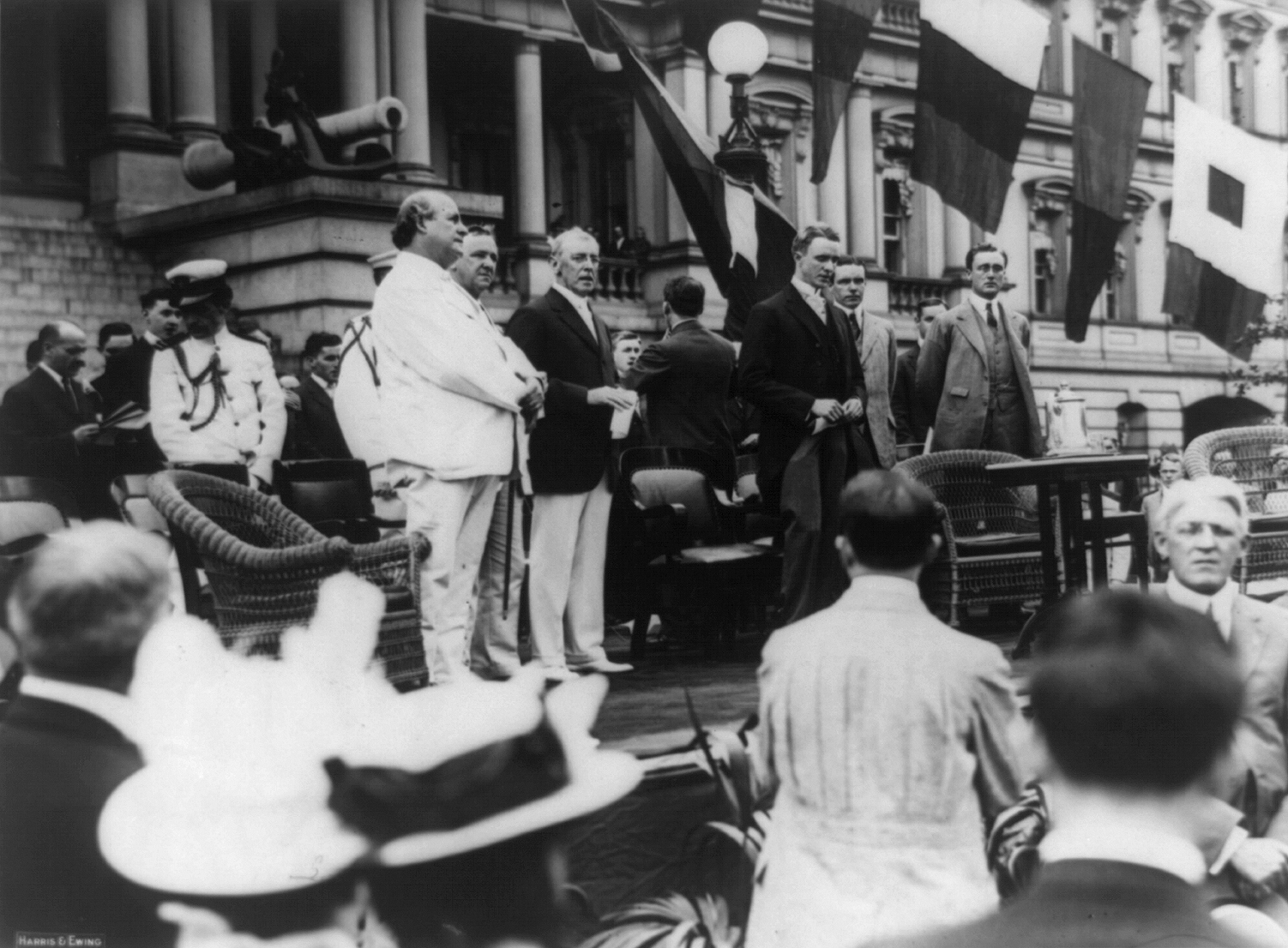
Varias de las figuras más destacadas del partido de la primera mitad del el 14 de junio de 1913: William Jennings Bryan, Josephus Daniels, Woodrow Wilson, Breckinridge Long, William Phillips, y Franklin D. Roosevelt

### ElNew Dealy la «era Roosevelt»
Como resultado de la catastrófica crisis económica y social conocida como la Gran Depresión, el pueblo estadounidense castigó al Partido Republicano. En las elecciones presidenciales de 1932 ganó el candidato Demócrata, Franklin Delano Roosevelt.
El Presidente Roosevelt inició un programa de reformas, conocido como el New Deal ('Nuevo Trato' en español) para enfrentar la caótica situación social del país. Roosevelt no quería eliminar el sistema capitalista y mucho menos implantar una economía marxista o comunista; era un decidido partidario de lo que unos años más tarde, se llamó economía Keynesiana. Creía que el Estado debía tener un papel mucho más grande del que había tenido hasta el momento en la economía nacional, y sus asesores creían en una cierta planificación estatal de la economía, para favorecer el empleo, y así volver a activar la economía y el consumo. El presidente combatió el desempleo con programas de obras públicas y haciendo que el Estado empleara directamente a los desocupados en planes de emergencia (como el Cuerpo Civil de Conservación). Su principal contribución fue comenzar a crear el estado de bienestar estadounidense. Su gobierno hizo aprobar por el Congreso la legislación que estableció el derecho de todos los trabajadores estadounidenses a tener una pensión de jubilación financiada por las aportaciones de trabajadores, patronos y Estado. De esta manera, se fundó la Seguridad Social estadounidense, con una caja única administrada por el Gobierno Federal.
También Roosevelt fue el responsable de la creación del Salario mínimo en los Estados Unidos; a partir de ese momento, en el caso de los tipos de empleos amparados por la ley federal (que son la mayoría de los tipos de empleos existentes), los patronos no podían rebajar el sueldo de sus empleados por debajo de un límite, fijado por el Congreso de los Estados Unidos y que los estados están en libertad de subir, pero no de rebajar, por lo que en algunos estados el salario mínimo es mayor que en el resto del país (excepto en los tipos de empleos no amparados por la ley federal donde los estados si pueden establecer topes por debajo del mínimo federal).

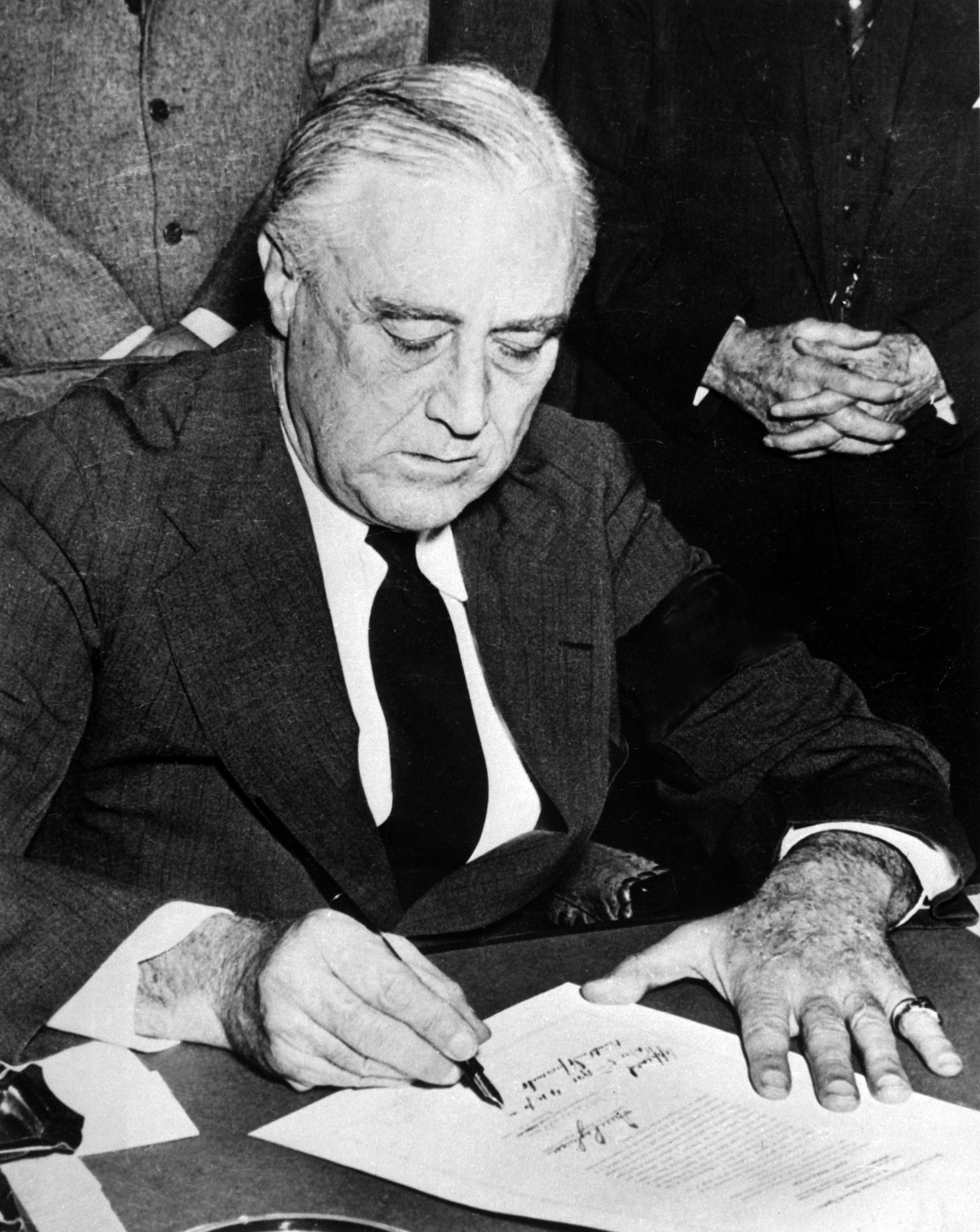
Franklin D. Roosevelt (1933-1945) impulsó importantes reformas sociales, especialmente en favor de las clases trabajadoras, y comenzó la proyección de un nuevo Partido Demócrata más cercano a la socialdemocracia.

Roosevelt aumentó el gasto público para financiar sus numerosos programas destinados a aliviar la pobreza, combatir el desempleo y estimular la economía; y para ello tuvo que aumentar también los impuestos, siendo lo único en que se parecía a los conservadores fiscales (el hecho de que no le gustaba el déficit fiscal).
Roosevelt también fundó una empresa estatal para ofrecer el servicio de luz eléctrica en las áreas rurales (la Autoridad del Valle del Tennessee), donde las empresas privadas eléctricas no mostraban interés en invertir, algo insólito para la nación y sobre todo el periodo histórico. Estableció muchas regulaciones sobre la empresa privada.
Esta serie de medidas hizo que los críticos de Roosevelt lo acusaran a él y sus asesores de ser «socialistas» que «amenazaban» la libertad de empresa y el modo de vida estadounidense, sin embargo, estas políticas económicas fueron utilizadas desde los años 30, hasta finales de los años 60, coincidiendo con uno de los mayores períodos de prosperidad económica.
También cabe destacar que gracias a esas reformas sociales, Roosevelt pudo establecer una sólida alianza entre su Partido Demócrata y los sindicatos estadounidenses; una alianza que continúa hasta la actualidad y que ha condicionado poderosamente al partido.
Durante la Segunda Guerra Mundial el gobierno de Roosevelt fue más lejos, imponiendo controles de precios (algo que nunca había existido en Estados Unidos) y un racionamiento limitado. Pero al final de la guerra los controles de precios fueron eliminados por el Congreso, dominado por los republicanos.
Su sucesor, Harry Truman (1945-1953), continuó muchas de las medidas económicas de Roosevelt. Tanto Roosevelt como Truman, a pesar de ser demócratas, comenzaron a tomar medidas para proteger algunos derechos de las personas negras; lo que no les gustó a algunos demócratas del Sur.

### La lucha contra la segregación racial y por los derechos civiles

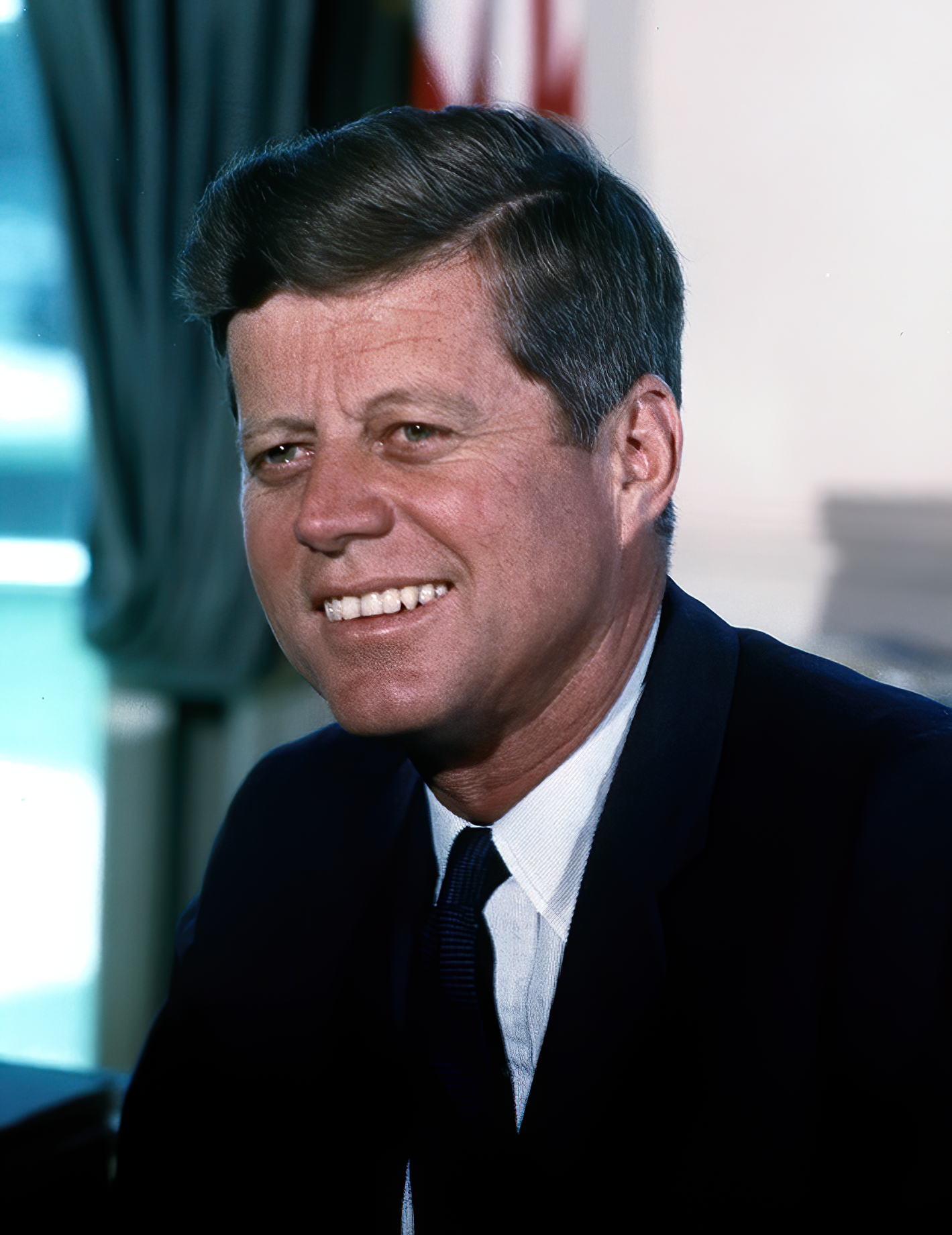
John F. Kennedy (1961-1963), con su decidida defensa de los derechos civiles de los afroamericanos, causó una masiva deserción de los blancos sureños del Partido Demócrata, lo que alejó más al partido del conservadurismo y lo acercó más al progresismo.

En las elecciones presidenciales de 1948 Truman buscaba seguir siendo presidente (había llegado a serlo en 1945, a causa de la muerte de Roosevelt, ya que él era el vicepresidente cuando ocurrió el deceso); pero los demócratas del Sur se negaron a apoyarlo por el compromiso de Truman con los derechos civiles de los negros. Los demócratas del Sur se separaron temporalmente del partido y lanzaron otro candidato, que era el entonces Gobernador de Carolina del Sur Strom Thurmond.
Cuando el demócrata John F. Kennedy ganó las elecciones presidenciales de 1960, defendió la igualdad entre los ciudadanos de cualquier raza (blancos o negros). Promovió que el Congreso aprobase reformas legales para acabar con la discriminación contra los negros (segregación racial) y hacer respetar los derechos civiles de las personas de color (negras). Los demócratas del Sur le acusaron de «traidor»; para ellos el Partido Demócrata había traicionado a los ciudadanos blancos del Sur, que le habían dado siempre sus votos. Muchos líderes y militantes demócratas de los estados del Sur empezaron a cambiarse al Partido Republicano (que antes casi ni existía en esos estados, por lo que la mayoría de los republicanos del Sur eran antiguos demócratas).
Cuando Kennedy fue asesinado y su vicepresidente, Lyndon B. Johnson, fue nombrado presidente, completó el trabajo a favor de los afroamericanos, haciendo que se aprobaran las últimas medidas que permitieron a los negros poder votar sin peligros ni amenazas contra sus vidas; además de otras leyes que les garantizaban el acceso al trabajo y a la educación en condiciones de igualdad con los blancos.

### La «Guerra contra la pobreza»
Pero la contribución personal de Johnson a su partido fue su «Guerra contra la pobreza»; un ambicioso programa de política social para reducir la pobreza y la desigualdad en su país. Dentro de la «Guerra contra la pobreza» Johnson creó una gran cantidad de programas sociales para mejorar la calidad de vida de los pobres; programas de viviendas, de alimentación, de ayuda a madres solteras, de ayuda a la infancia, etc.

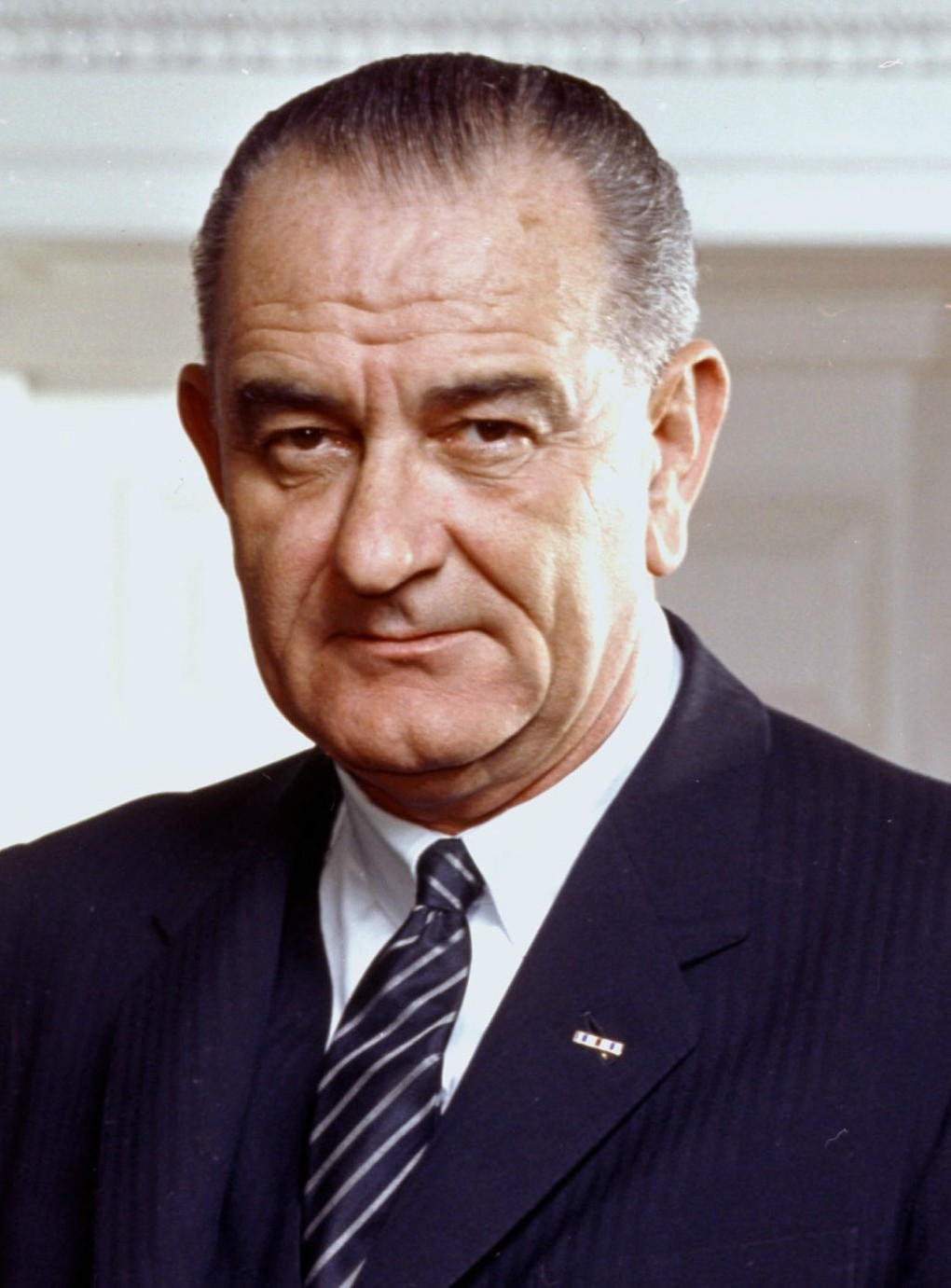
Lyndon B. Johnson (1963-1969), con su Guerra Contra la Pobreza impulsó la creación masiva de diversos programas sociales para ayudar a los más pobres y reducir la brecha social; y culminó la labor de Kennedy en materia de derechos civiles. Con él el Partido Demócrata terminó de posicionarse en el progresismo.

Los más importantes de esos programas son el Medicaid, un programa por el cual el Gobierno Federal (Nacional) y los gobiernos de los estados financian los servicios médicos de los más pobres que no pueden pagar un seguro médico privado (en un país donde casi no existen hospitales públicos ni seguros médicos financiados por el estado); y el Medicare que tiene la misma finalidad pero que está dirigido específicamente a la población mayor de 65 años de edad. Con estos programas se avanzó por primera vez hacia el objetivo de una cobertura médica universal.
Johnson también creó una gran cantidad de agencias federales para supervisar a la empresa privada, y estableció numerosas regulaciones.
Por lo tanto, las presidencias de Kennedy y Johnson resultaron decisivas para comprometer de manera irreversible al Partido Demócrata con el programa progresista, o liberal como es más conocido en EE. UU. A partir de ese momento las distancias ideológicas entre los dos partidos no dejaron de crecer, puesto que cada vez quedó más claro que los demócratas se habían situado a la izquierda del espacio político estadounidense, mientras los republicanos monopolizaban la derecha.
En 1968, de nuevo un grupo muy numeroso de demócratas del Sur (agrupados en el Partido Independiente Americano) lanzó su propio candidato presidencial (George Wallace) contra el candidato oficial del partido (Hubert H. Humphrey). Los votos de Wallace no fueron suficientes para eclipsar a Humphrey, pero sí para facilitar la victoria al republicano Richard Nixon.

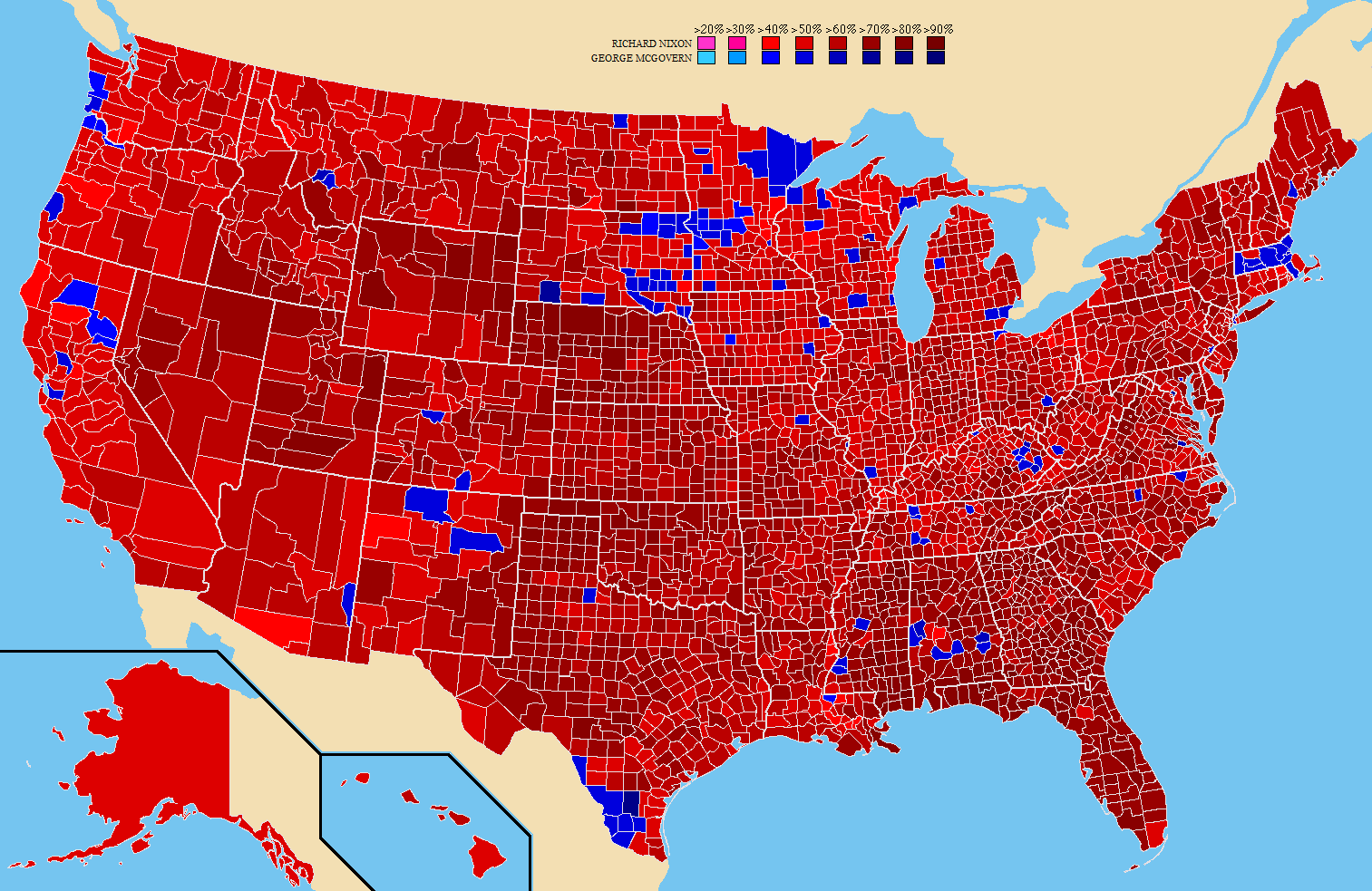
Los resultados de las elecciones de 1972, los peores hasta entonces para los demócratas, por condados.
Richard Nixon
George McGovern

En las elecciones de 1972 los últimos demócratas racistas intentaron ganar la candidatura presidencial con su abanderado Wallace (que había regresado al partido después de su candidatura independiente de 1968); pero fueron derrotados de forma abrumadora en la Convención Nacional Demócrata. La izquierda había ganado definitivamente el control del partido y la mejor prueba de ello fue la elección de George McGovern como el candidato para las elecciones presidenciales de ese año. McGovern, al que muchos votantes consideraban un extremista de izquierdas, sufrió una abrumadora derrota ante Nixon, cosechando sólo 17 votos electorales frente a los 520 del republicano. En esas primarias 
demócratas del '72 la congresista de Nueva York Shirley Chisholm hizo historia al ser la primera afrodescendiente que optaba a la candidatura de uno de los dos grandes partidos estadounidenses, otro signo del cambio habido en el Partido Demócrata.
En la década de los 70 se hizo evidente que la economía no soportaba el peso del excesivo gasto público y de los elevados impuestos, además de las regulaciones; y todo aquello era producto de las políticas económicas demócratas. El Gobierno del presidente demócrata Jimmy Carter (1977-1981) fue un auténtico desastre; con una inflación muy elevada y una alta tasa de desempleo. El resultado fue la victoria de los republicanos con el actor de cine Ronald Reagan en 1980, que pondría a los demócratas ante nuevos desafíos.

### El Partido Demócrata desde finales delsigloXXa la actualidad

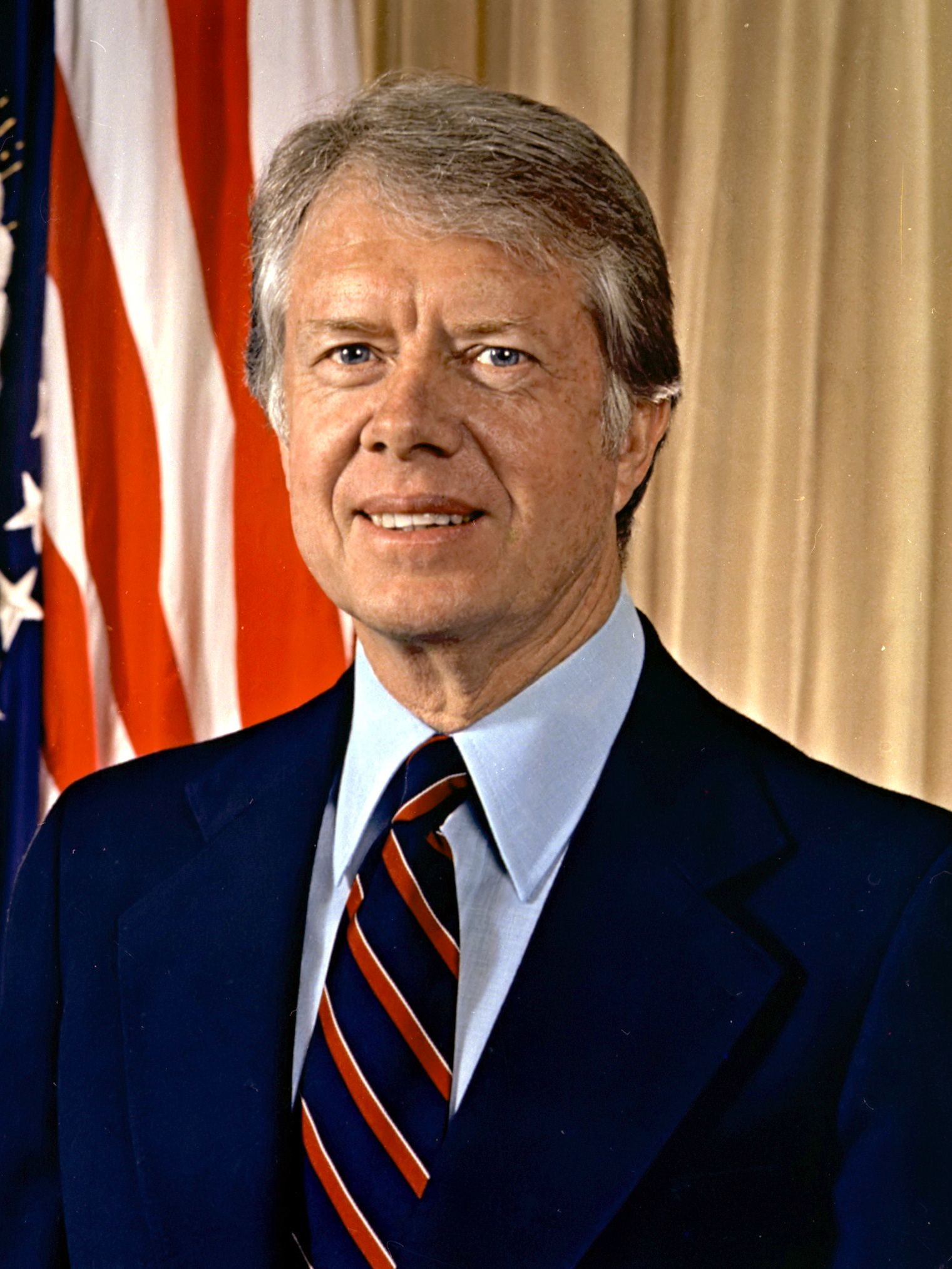
Jimmy Carter, (1977-1981). Su fracaso para encontrar una salida a la crisis económica puso en tela de juicio las políticas económicas demócratas de intervencionismo del Estado en la economía, y permitieron a los republicanos encabezados por Reagan imponer su «Revolución Conservadora».

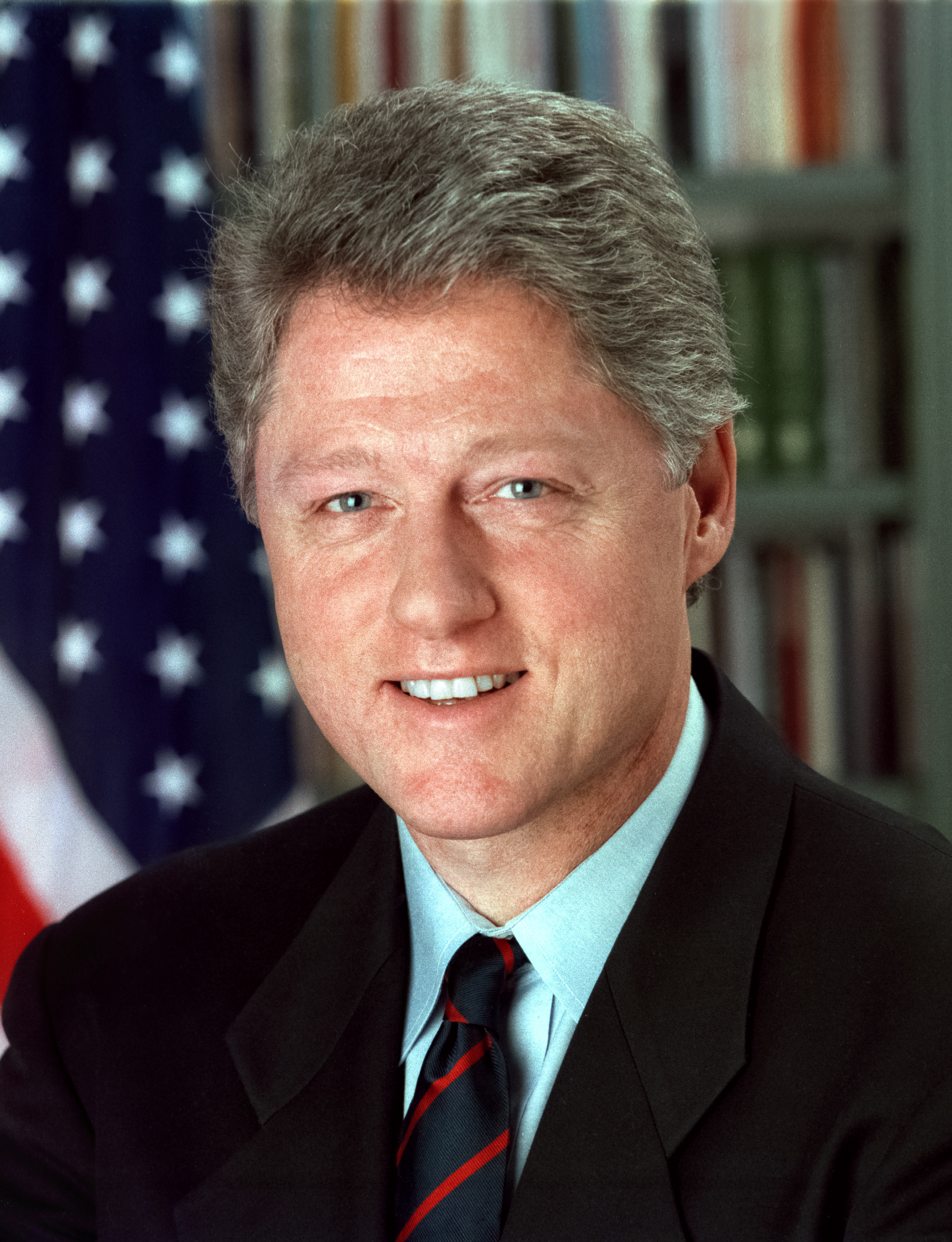
Bill Clinton, (1993-2001). Después de ser vapuleado por los republicanos en las elecciones legislativas de 1994, adoptó una política económica cercana al programa de sus rivales y paradójicamente protagonizó la mayor reducción de los programas sociales desde la creación de los mismos por los demócratas. Aunque logró el éxito económico, fue criticado por sus rivales dentro del partido acusándolo de traicionar los postulados tradicionales demócratas y acercarse a la derecha; mientras sus defensores decían que había salvado la viabilidad de la política social con sentido común.

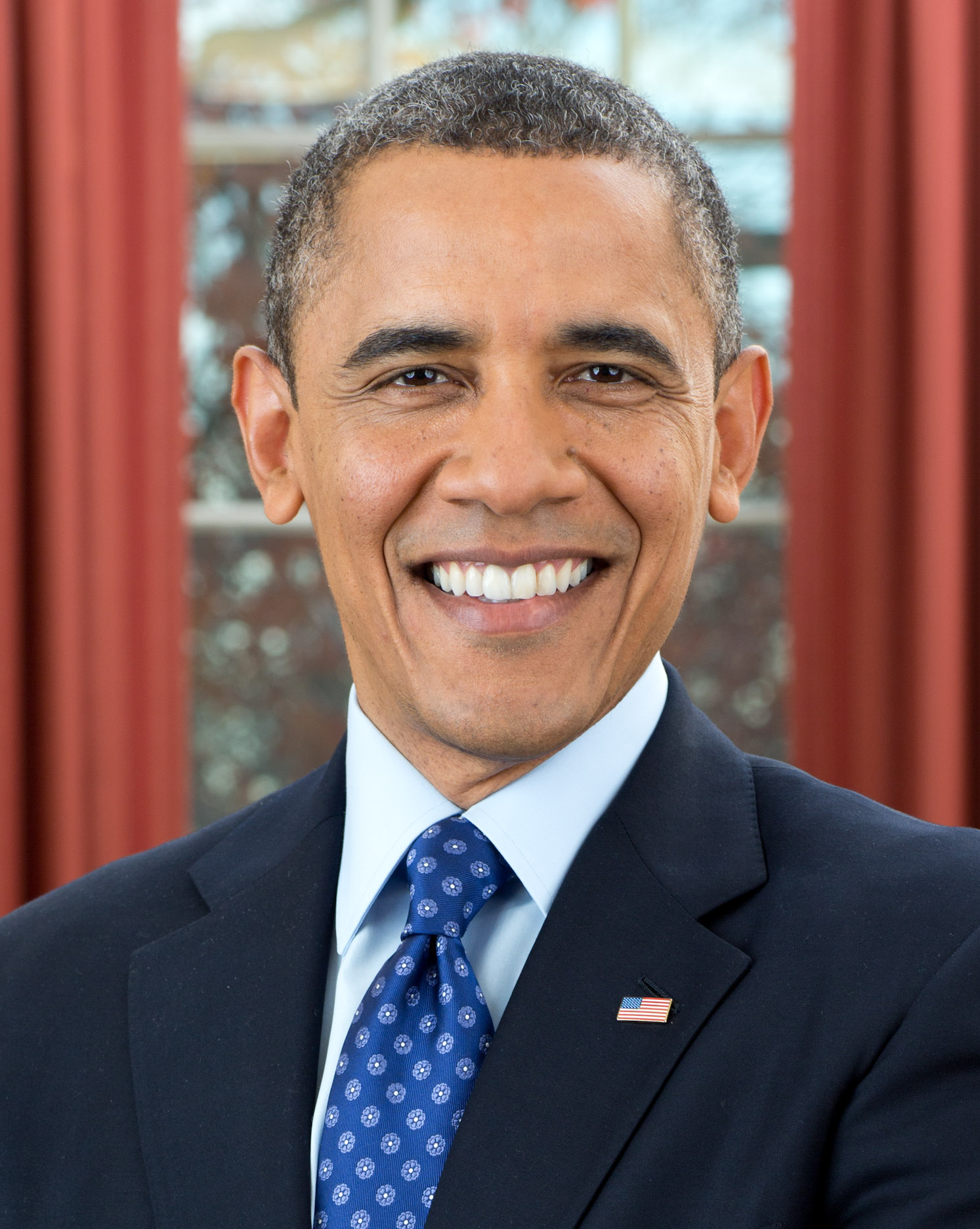
Barack Obama (2009-2017), el primer presidente afrodescendiente de Estados Unidos. El Partido Demócrata que defendió la esclavitud y la discriminación racial, y que luego pasó a defender los derechos civiles de los negros, terminó llevando al poder al primer presidente negro, en una gran paradoja histórica.

Durante el gobierno de Reagan los demócratas dominaron el Congreso de los Estados Unidos; y se opusieron a muchas políticas del presidente republicano.
En el aspecto económico los demócratas tuvieron que aceptar de mala gana las enormes rebajas de impuestos que propulsó Reagan; sí se oponían a estas reducciones fiscales los senadores y representantes demócratas podían enfurecer a los electores y en consecuencia perder sus puestos en las elecciones. Por eso preferían apoyar las populares rebajas impositivas.
En lo que sí opusieron una enérgica resistencia fue en materia de reducción del gasto público; los demócratas no querían disminuir los fondos que el Estado gastaba en los numerosos programas sociales creados por los pasados gobiernos demócratas. Pero Reagan tampoco daba su brazo a torcer en su decisión de reducir el tamaño del Estado y evitar el clientelismo y el paternalismo en los programas sociales. El resultado del tira y afloja entre el republicano y el Congreso demócrata fue que los impuestos bajaron muchísimo más de lo que bajaron los gastos públicos; y como resultado creció el déficit fiscal y la deuda pública. Con todo, el país vivió una de sus mejores etapas de crecimiento económico y prosperidad, lo que benefició la popularidad de Reagan y perjudicó la de los demócratas.
El sucesor republicano de Reagan, el presidente George H. W. Bush no pudo mantenerse en el poder gracias a las funestas políticas monetarias de la Reserva Federal y por eso los demócratas pudieron volver al poder en 1993 con su líder, el presidente Bill Clinton.
En sus dos primeros años de gobierno, Clinton gobernó como un típico demócrata de la segunda mitad del siglo XX; haciendo que el Estado interviniera en la economía y gastara mucho. Quería solucionar los problemas gastando más y sin reducir la burocracia; e incluso deseaba impulsar una reforma de la Salud (ideada por su esposa Hillary) que aumentaba bastante el papel del Estado en el sistema sanitario (hasta el punto de que algunos críticos hablaban de que se proponía «socializar» la salud) lo que implicaba también un aumento considerable en el gasto del Estado.
El resultado de sus medidas fue que la economía no solo no mejoró, sino que empeoró. Por eso, el Partido Republicano ganó las elecciones legislativas de mitad de período (1994) y, por primera vez en varias décadas, los republicanos pasaron a tener la mayoría en el Congreso.
Esto fue un terremoto político, sobre todo porque los republicanos habían ganado con una propuesta programática llamada «Contrato con América» que planteaba todo lo contrario a las propuestas clásicas de los demócratas; los republicanos se proponían bajar más los impuestos, y reducir el gasto social de forma radical.
Ante su terrible situación política, nadie pensaba que su reelección era posible, Clinton decidió dar un giro de 180° a su política (y a la de su partido). Llevó al Partido Demócrata más a la derecha; comenzando a tomar medidas económicas idénticas a las que proponían los republicanos (hasta el punto que la oposición republicana lo acusó de haberles robado su programa económico).
De esta manera Clinton hacía todo lo que harían los republicanos para reactivar la economía, aunque de forma más moderada. Como resultado de esta coincidencia de criterios, se aprobó la mayor reducción del gasto en programas sociales de la historia del país desde que los demócratas habían creado el «Estado del bienestar». El resultado fue que el déficit fiscal fue bajando hasta desaparecer y el país vivió otra etapa sin precedentes de prosperidad económica; lo que permitió a Clinton ganar la reelección.
Después del regreso de los republicanos al poder con George W. Bush en el 2001, los demócratas permanecieron en la oposición durante ocho años. En las primarias demócratas de 2008 se presentaron varios candidatos: una mujer (Hillary Clinton), el primer afrodescendiente (Barack Obama), y el primer hispano (Bill Richardson gobernador de Nuevo México).
Tras una ardua campaña entre Hillary Clinton y Barack Obama, fue este último quien se quedó con la nominación del partido en junio de 2008, convirtiéndose en el candidato de facto de los demócratas hasta la convención en Denver, en el estado Colorado, la cual se realizó a finales de agosto.
Finalmente, luego de una de las campañas presidenciales más largas y costosas de la historia de los Estados Unidos de América hasta la fecha, el candidato demócrata Barack Obama venció a su contrincante republicano John McCain en las elecciones presidenciales del 4 de noviembre de 2008, poniendo de vuelta a un demócrata en el Despacho Oval, y haciendo historia como el primer presidente afroamericano de la historia del país.
Tras los ocho años de presidencia de Obama, el partido presentó a Hillary Clinton como su candidata para las elecciones presidenciales de ese año, siendo la primera mujer que ostentó la candidatura de uno de los dos grandes partidos estadounidenses. Clinton fue finalmente derrotada pese a haber obtenido en el voto popular nacional casi tres millones de votos más que el candidato del Partido Republicano Donald Trump.

## Estructura

### Comité Nacional
El Comité Nacional Demócrata (DNC, por sus siglas en inglés) es responsable de promover las actividades de campaña demócratas. Si bien el DNC es responsable de supervisar el proceso de redacción de la Plataforma Demócrata, el DNC se centra más en la estrategia de campaña y organizativa que en las políticas públicas. En las elecciones presidenciales, supervisa la Convención Nacional Demócrata. La convención nacional está sujeta a la carta del partido y es la máxima autoridad dentro del Partido Demócrata cuando está en sesión, y el DNC dirige la organización del partido en otros momentos. Desde 2021, el DNC está presidido por Jaime Harrison.

### Partidos estatales
Cada estado también tiene su propio partido demócrata dirigido por un comité estatal, compuesto por miembros electos del comité, así como por miembros ex officio del comité (generalmente funcionarios electos y representantes de los principales distritos electorales), que a su vez elige a un presidente. Los comités de condado, pueblo, ciudad y barrio generalmente están compuestos por individuos elegidos a nivel local. Los comités estatales y locales a menudo coordinan actividades de campaña dentro de su jurisdicción, supervisan las convenciones locales y, en algunos casos, las primarias o asambleas partidarias, y pueden tener un papel en la nominación de candidatos para cargos electivos según la ley estatal. Rara vez tienen mucha financiación directa, pero en 2005 el presidente del DNC, Dean, comenzó un programa (llamado la "Estrategia de los 50 Estados") de usar los fondos nacionales del DNC para ayudar a todos los partidos estatales y pagar a los empleados profesionales a tiempo completo.
Además, los comités de partidos a nivel estatal operan en los territorios de Samoa Americana, Guam y las Islas Vírgenes, las mancomunidades de las Islas Marianas del Norte y Puerto Rico, así como en el Distrito de Columbia. Todos, excepto Puerto Rico, participan activamente en la nominación de candidatos tanto para las contiendas presidenciales como territoriales, mientras que el Partido Demócrata de Puerto Rico está organizado solo para nominar candidatos presidenciales. El comité de Democrats Abroad está organizado por votantes estadounidenses que residen fuera del territorio de los Estados Unidos para nominar candidatos presidenciales. A todos estos comités de partidos se les otorga reconocimiento como partidos estatales y se les permite elegir tanto a los miembros del Comité Nacional como a los delegados a la Convención Nacional.

### Comités y grupos del partido
El Comité de Campaña del Congreso Demócrata (DCCC, por sus siglas en inglés) ayuda a los candidatos del partido en las carreras de la Cámara de Representantes. De manera similar, el Comité de Campaña Senatorial Demócrata (DSCC, por sus siglas en inglés) recauda fondos para las carreras del Senado. El Comité de Campaña Legislativa Demócrata (DLCC, por sus siglas en inglés) es una organización más pequeña que se enfoca en las carreras legislativas estatales. La Asociación de Gobernadores Demócratas (DGA, por sus siglas en inglés) es una organización que apoya las candidaturas de los candidatos y titulares a gobernador demócratas. Asimismo, los alcaldes de las ciudades y centros urbanos más grandes se reúnen como la Conferencia Nacional de Alcaldes Demócratas.
El DNC patrocina a College Democrats of America (CDA), una organización de extensión estudiantil cuyo objetivo es capacitar y comprometer a una nueva generación de activistas demócratas. Democrats Abroad es la organización para estadounidenses que viven fuera de los Estados Unidos. Trabajan para promover los objetivos del partido y alentar a los estadounidenses que viven en el extranjero a apoyar a los demócratas. Young Democrats of America (YDA) y High School Democrats of America (HSDA) son organizaciones dirigidas por adultos jóvenes y jóvenes, respectivamente, que intentan atraer y movilizar a los jóvenes para los candidatos demócratas, pero operan fuera del DNC.

## Ideología y tendencias internas del Partido Demócrata

Resultados de las elecciones presidenciales desde 1856 al 2004 (los estados donde triunfaron los demócratas están en azul).

A grandes rasgos, puede decirse que representa al liberalismo y al progresismo en los Estados Unidos.
Los demócratas no se oponen a la economía de libre mercado, y creen que el capitalismo de mercado es el único sistema económico que permite generar crecimiento y prosperidad. Piensan que el Estado debe intervenir para reducir los desequilibrios sociales, distribuir mejor la renta y garantizar la igualdad de oportunidades; y crear así un «capitalismo con rostro humano». Por eso son entusiastas defensores del estado de bienestar.
Los demócratas no se oponen necesariamente a las reducciones de impuestos a los ciudadanos y a las empresas privadas; pero son mucho menos entusiastas de estas reducciones tributarias que los republicanos, ya que dicen que sus rivales exageran para beneficiar a los ricos. Además defienden un mayor gasto público orientado a la política social.
Debido a la gran libertad de conciencia que hay en los partidos estadounidenses y la inexistente disciplina de partido, los partidos son muy heterogéneos. Y el Partido Demócrata es el más heterogéneo de los grandes partidos de Estados Unidos. Tradicionalmente se ha hablado de una división ideológica entre grupos llamados, demócratas liberales, demócratas moderados y demócratas conservadores.
Los demócratas liberales: son los más centroizquierdistas, son los más estatistas en materia económica y los más liberales en temas sociales. Desean un gasto público alto, impuestos elevados sobre las ganancias de las empresas principalmente de las rentas más elevadas; y una fuerte intervención del Estado en la economía con regulaciones. Al igual que en muchos otros países, el liberalismo en los Estados Unidos y en el Partido Demócrata apoya los derechos de libertad de opinión, libertad de religión, libertad de prensa, a la asistencia médica, a un salario justo, a la Seguridad Social, etc.
Los demócratas moderados: intentan ser el centro entre esos extremos; intentan moderar las posiciones de liberales y conservadores, y tomar medidas intermedias entre las propuestas de unos y de otros.
Los demócratas conservadores: son partidarios de una economía más liberal; están más dispuestos a reducir impuestos, disminuir el gasto público (incluido el social) y desregular el mercado que la mayoría de sus compañeros de partido. También son más conservadores en temas sociales. Se dice que más bien parecen republicanos y no demócratas; la mayoría de ellos son del sur del país.
En los últimos años los analistas políticos han establecido una nueva clasificación de las facciones internas del Partido Demócrata. Dichas facciones serían las siguientes:
Nuevos demócratas: se le considera la facción más centrista del partido y podrían identificarse con los que anteriormente se llamaban demócratas moderados. Surgieron con fuerza a raíz del Gobierno de Bill Clinton, que es el más influyente y prestigioso de los dirigentes moderados del partido. Los demócratas centristas reconocen las deficiencias del estado de bienestar y aceptan que hay que racionalizar y en algunos casos, reducir el gasto público en programas sociales, porque mucha gente beneficiada con estos programas habían perdido el incentivo para trabajar y preferían vivir de la ayuda del Estado; además que ese gasto era una carga insostenible para las arcas públicas, lo cual obligaba a aumentar los impuestos y la deuda pública. Sin embargo, no están de acuerdo con lo que consideran que son excesivos recortes del gasto social que impulsan los republicanos en perjuicio de los más pobres. Los demócratas moderados también están de acuerdo con reducir los impuestos a las personas y a las empresas; pero sus recortes fiscales son más pequeños que los que proponen los republicanos, y además están orientados (según ellos) a beneficiar más a los contribuyentes de clase media que a los ricos, poniendo condiciones a las empresas para poder beneficiarse (como que generen más empleos en Estados Unidos que en el extranjero). Los demócratas centristas frecuentemente se alían con los republicanos moderados para defender algunas medidas. En definitiva, los moderados intentan buscar un compromiso entre las posturas tradicionales del partido y las exigencias del mundo globalizado actual. Los centristas expresan sus ideas y ejercen su influencia por medio de la poderosa organización política Democratic Leadership Council (Consejo del Liderazgo Demócrata o simplemente DLC por sus siglas en inglés); una institución fundada en 1985. Esta institución lucha para alejar al partido de sus posturas tradicionales más centroizquierdistas y llevarlo al centro del espectro político; pero sus críticos dentro del partido lo acusan de estar financiado por las grandes empresas privadas que intentan financiar a demócratas favorables a sus intereses corporativos.
Demócratas progresistas: en los años 1960 surgieron muchos grupos de activistas de izquierda en ambientes universitarios y académicos, con su apogeo en la lucha pacifista contra la guerra de Vietnam. Al entrar en decadencia ese movimiento, algunos de sus miembros fundaron pequeños partidos maoístas y de otra índole comunista; pero muchos moderaron sus ideas y terminaron afiliándose al Partido Demócrata. Se opusieron radicalmente a la guerra de Irak, y se oponen a la política económica conservadora (la que en otros países los progresistas llaman despectivamente neoliberal); también crítican la excesiva influencia de las corporaciones (grandes empresas privadas) en la política estadounidense. Los progresistas quieren mantener impuestos más altos y aumentar en vez de reducir el gasto en programas sociales. Los senadores y representantes demócratas progresistas en el Congreso de los Estados Unidos se agrupan en un poderoso grupo de presión llamado Congressional Progressive Caucus (Caucus Congresional Progresista) que es el principal instrumento de los progresistas para influir en el partido. Los demócratas progresistas también se reúnen en otras organizaciones políticas como la Progressive Democrats of America (Demócratas Progresistas de América). Este sector ha ganado mucho peso gracias al senador Bernie Sanders, quien rivalizó con Hillary Clinton por la nominación a las elecciones presidenciales del año 2016.
Demócratas laborales: son los trabajadores sindicalizados y sus dirigentes. Los sindicatos de Estados Unidos son controlados por los demócratas y sus líderes tienen un gran peso en el partido. Se preocupan más por defender reivindicaciones propias del mundo sindical: un mejor salario mínimo, pensiones más altas y leyes que obliguen a los patronos a financiar la mayor parte del seguro médico de sus empleados. Por lo general se inclinan más a los progresistas y a los liberales que a los centristas; pero colaboran con estos últimos cuando es necesario para defender sus intereses.
Demócratas Liberales: tienen muchas coincidencias con los progresistas, pero son menos radicales que estos; sin embargo, cada vez más se considera a los liberales integrados o absorbidos por el ala progresista. Son proteccionistas en materia comercial internacional (aunque ellos dicen que sólo defienden el «Comercio Justo»); son más estatistas en política económica que los centristas y por eso se oponen más a las políticas económicas conservadoras. Impuestos más altos y más gasto público pareciera estar entre sus metas. Son menos militaristas en política exterior y se llevan mejor con las ONG que defienden los derechos humanos.
También el factor geopolítico juega un papel destacado en relación con estas tendencias ideológicas internas. Así los políticos demócratas de los estados progresistas o liberales (aquellos donde la gran mayoría de la opinión pública es claramente progresista ideológicamente hablando) tienden a ser más progresistas y menos moderados para atraer a los votantes. En cambio, en aquellos estados que tienen fama de conservadores (donde la mayoría de la opinión pública se inclina a la centroderecha) los políticos demócratas tienden a ser más moderados para no perder votos frente a los republicanos. En otras palabras, en aquellos estados que por ser progresistas son sus feudos naturales los demócratas suelen ser más liberales o progresistas mientras en los estados que por conservadores son los feudos de sus rivales republicanos los demócratas se ven forzados a ser más moderados; todo por razones de conveniencia electoral. De tal manera que, por poner un ejemplo, en el Partido Demócrata de Massachusetts predominan los progresistas sobre los moderados mientras en el Partido Demócrata de Texas es a la inversa. Al Partido Republicano le afecta el mismo factor pero a la inversa en cuanto a la polaridad conservador-progresista.
Además de lo anterior, el Partido Demócrata ha realizado una serie de alianzas locales usualmente a nivel estatal, con algunos partidos afines, usualmente socialistas. Dos casos particulares fueron la fusión entre el Partido Demócrata de Minnesota y el Partido Agrícola Laborista de Minnesota (socialdemócrata) y en Dakota del Norte entre el Partido Demócrata estatal con la socialista Liga No-Partidista en 1954 surgiendo así el Partido Demócrata Agrícola Laborista de Minnesota y el Partido Demócrata-NPL de Dakota del Norte. Los congresistas que eligen de estos partidos pasan a formar parte de la bancada demócrata, además dichos partidos siempre apoyan al candidato presidencial demócrata.
Adicionalmente, el partido de los Socialistas Democráticos de América y el Partido Socialista EUA han apoyado candidatos presidenciales del Partido Demócrata en diferentes momentos históricos y coyunturas electorales. El Partido Comunista de los Estados Unidos apoya al Partido Demócrata en todas las elecciones presidenciales desde 1984, aunque presentan candidatos locales.
Internacionalmente el partido es miembro fundador de la Alianza Progresista que incluye diferentes partidos liberales, socialdemócratas, progresistas, etc.

### Política exterior y en Medio Oriente
Mientras en su rival republicano cerca del 75 % de sus partidarios afirman simpatizar más con Israel que con Palestina, en el Partido Demócrata las encuestas muestran prácticamente un empate de simpatías con un ligero apoyo mayor hacia los palestinos. Según encuesta de mayo de 2016 del Pew Research Center, las simpatías hacia Israel se han reducido considerablemente entre los liberales en los últimos años, especialmente entre votantes jóvenes y milenials. 40 % de los demócratas dice simpatizar más con Palestina frente a 33 % que simpatiza más con Israel y el restante porcentaje se divide entre los que simpatizan por igual con ambos o ninguno. Esto, sin embargo, varía internamente y los demócratas moderados tienden a apoyar más a Israel, al contrario de los demócratas más a la izquierda. Los seguidores de Hillary Clinton muestran simpatía por Israel sobre Palestina en un porcentaje de 47 % vs 27 % mientras que los seguidores de Bernie Sanders apoyan a Palestina sobre Israel en un margen de 39 % sobre 33 %.
Otro tema de política internacional que divide a los demócratas de los republicanos es Tíbet. Curiosamente, los republicanos tienden a ser más pro-China (a pesar de ser este un país comunista), en contraste a los demócratas, que suelen ser más pro-Tíbet. Distintos políticos demócratas como Nancy Pelosi o Bill Clinton durante su campaña presidencial, han mostrado públicamente preocupación por la situación de Tíbet y los derechos humanos en China. No obstante a lo interno de ambos partidos existen divergencias sobre estas políticas.

## Demografía electoral
El Partido Demócrata tiene un apoyo mayoritario por parte de los estudiantes universitarios y los profesionales liberales quienes se definen en un 72 % como progresistas frente a un 15 % de conservadores. Según datos de 2005 publicados por el medio The Washington Post, los científicos se declararon 55 % demócratas, 32 % independientes y 6 % republicanos. Los jóvenes también suelen votar demócrata y desde la elección de Bill Clinton en 1992 los votantes jóvenes han apoyado mayoritariamente a todos los candidatos demócratas. En las elecciones presidenciales de 2008, el 66% de los votantes de entre 18 y 29 años, votaron por Barack Obama.
Otro sector de la población que tradicionalmente vota por los demócratas es la clase obrera, los trabajadores sindicalizados y de bajos ingresos. Desde 1930 el Partido Demócrata tiene un estrecho vínculo con los sindicatos los cuales a su vez ejercen una influyente presión y son capaces de una fuerte movilización electoral. Según encuestas de CNN la mayoría de los ciudadanos de clase baja y de reducido ingreso socioeconómico, así como trabajadores sin estudios universitarios tienden a votar por los demócratas. Aun así los sectores demócratas de clase obrera suelen ser socialmente más conservadores que la base intelectual, profesional y universitaria de tendencias liberales que también vota por los demócratas. 41 % de las mujeres se identifican como demócratas y 25 % como republicanas.

### Minorías

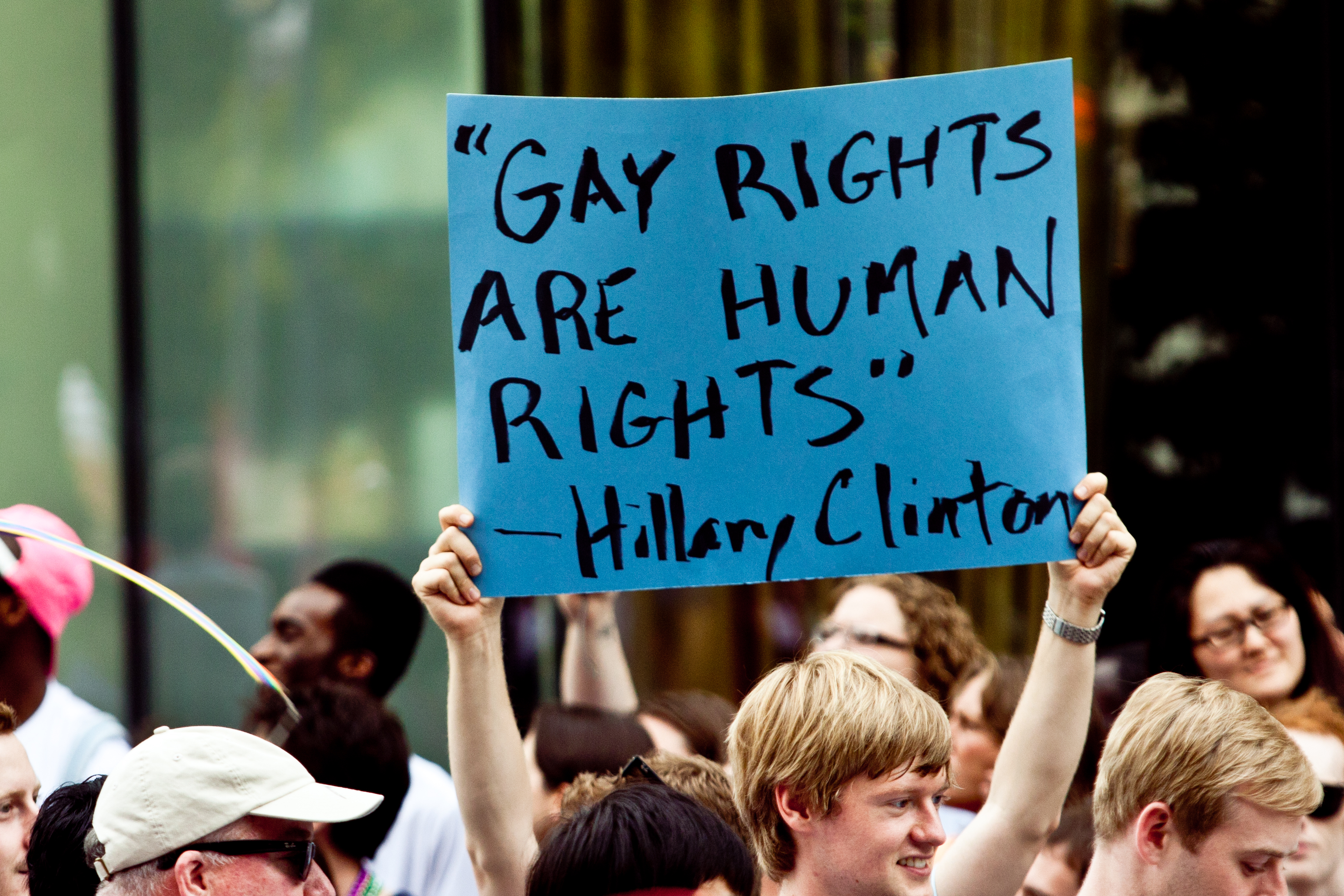
Una simpatizante sostiene una pancarta con una cita de Hillary Clinton en defensa de la comunidad LGBT

El Partido Demócrata es apoyado muy fuertemente por la población gay, lésbica, bisexual y transgénero estadounidense en un 70 % aproximadamente. Esta tendencia se ve desde la campaña de 1992 donde Clinton recibió mayoritariamente el apoyo de las personas LGBT con el 71 % de apoyo superando ampliamente el 16% que obtuvo Bob Dole. La tendencia continuó: en el 2000 donde Al Gore recibió 70 % del apoyo LGBT frente a George W. Bush que tuvo 25 % y 5 % otros, en el 2004 John Kerry 77 % y George W. Bush 23% y en 2008 Barack Obama 70 % frente John McCain 27 %. Actualmente hay varios congresistas demócratas que son abiertamente homosexuales como la senadora Tammy Baldwin de Wisconsin, también en la actualidad hay 2 gobernadores demócratas que son abiertamente homosexuales, siendo estos Jared Polis gobernador de Colorado y Maura Healey gobernadora de Massachusetts.
Los negros afroamericanos (llamados así, entre otras razones, para diferenciarlos de los negros hispanos o latinos de piel negra en las estadísticas oficiales) representan la minoría que más abrumadoramente respalda al Partido Demócrata siendo entre 90 % y 95 % demócratas en casi todas las elecciones. En sus inicios los negros estadounidenses favorecían al Partido Republicano por su posición abolicionista y a favor de la igualdad racial en el siglo XIX (a la que se oponía entonces el Partido Demócrata), sin embargo, desde el apoyo dado por presidentes como Franklin D. Roosevelt, John F. Kennedy y Lyndon B. Johnson a las luchas raciales contra la segregación y a favor de los derechos civiles (a las que, ahora, se oponían los republicanos) el apoyo se invirtió e incluso algunas encuestas en los años 90 mostraban que los afroamericanos preferirían votar por un candidato blanco demócrata que por un candidato negro republicano. Aún con el apoyo tradicional y numeroso de los negros al Partido Demócrata, la población afrodescendiente suele ser un poco menos liberal en temas sociales que los demócratas de otras razas, sin embargo la población afroamericana se ha ido volviendo más liberal en temas sociales con el pasar de los años, y en la actualidad la mayoría de los negros estadounidenses apoya el  aborto y el matrimonio igualitario.
Excepto por los cubanos, los hispanos estadounidenses son mayoritariamente demócratas, si bien no tan abrumadoramente como los negros. Clinton recibió el apoyo del 72 % de los hispanos, Kerry el 69 % y Obama el 67 %. La posición demócrata más flexible hacia la inmigración suele señalarse como una de las razones del apoyo hispano a los demócratas, no obstante los cubano-estadounidenses son mayoritariamente republicanos según algunos porque el Partido Republicano tiene una posición anticomunista mucho más dura.
Los nativos americanos también son mayoritariamente demócratas en un porcentaje bastante abrumador, siendo uno de los grupos étnicos más mayormente demócrata superado solo por los negros.
Respecto a las religiones, los republicanos reciben el apoyo mayoritario de los cristianos protestantes blancos (los cristianos protestantes negros siguen siendo abrumadoramente demócratas). Los mormones también son mayoritariamente republicanos. Por otro lado los católicos (tanto hispanos como anglosajones) son mayoritariamente demócratas.
En el caso de los judíos estos históricamente han favorecido al Partido Demócrata, siendo 68 % de ellos demócrata en el 2006, 70 % en el 2008 y 60 % en el 2010 (para la elección de Obama), frente al 26 %, 20 % y 33 % de judíos republicanos en los mismos años.
Los musulmanes estadounidenses solían ser mayoritariamente republicanos, según algunos debido a que eran socialmente conservadores oponiéndose al matrimonio igualitario y al aborto, por ejemplo. George W. Bush recibió el respaldo mayoritario de los musulmanes en el 2000, sin embargo, una serie de políticas republicanas impopulares entre los musulmanes como la guerra de Irak y el manejo del conflicto árabe-israelí ha generado un cambio y para el 2010 el 85 % de los musulmanes votaron por los demócratas y respaldaron a Obama. Los únicos dos senadores musulmanes de Estados Unidos, Keith Ellison y André Carson, son demócratas.
Los ateos y agnósticos también son mayoritariamente demócratas en un 67 % frente a un 30 % republicano,.

## Resultados electorales

### Elecciones presidenciales
|  | 55,97 % |

|  | 68,20 % |

|  | 54,23 % |

|  | 76,57 % |

|  | 50,83 % |

|  | 57,82 % |

|  | 46,81 % |

|  | 20,41 % |

|  | 49,54 % |

|  | 61,81 % |

|  | 42,49 % |

|  | 43,79 % |

|  | 50,84 % |

|  | 85,81 % |

|  | 45,28 % |

|  | 58,78 % |

|  | 29,46 % |

|  | 3,96 % |

|  | 18,10 % |

|  | 23,76 % |

|  | 55,03 % |

|  | 91,07 % |

|  | 44,95 % |

|  | 8,93 % |

|  | 47,34 % |

|  | 27,21 % |

|  | 43,78 % |

|  | 18,75 % |

|  | 50,92 % |

|  | 49,86 % |

|  | 48,21 % |

|  | 42,01 % |

|  | 48,85 % |

|  | 54,61 % |

|  | 48,63 % |

|  | 41,90 % |

|  | 46,02 % |

|  | 62,39 % |

|  | 46,71 % |

|  | 39,37 % |

|  | 45,52 % |

|  | 34,68 % |

|  | 37,59 % |

|  | 29,41 % |

|  | 43,04 % |

|  | 33,54 % |

|  | 41,84 % |

|  | 81,92 % |

|  | 49,24 % |

|  | 52,17 % |

|  | 34,15 % |

|  | 23,92 % |

|  | 28,82 % |

|  | 25,61 % |

|  | 40,80 % |

|  | 16,38 % |

|  | 57,41 % |

|  | 88,89 % |

|  | 60,80 % |

|  | 98,49 % |

|  | 54,74 % |

|  | 84,56 % |

|  | 53,39 % |

|  | 81,36 % |

|  | 49,55 % |

|  | 57,06 % |

|  | 44,33 % |

|  | 16,76 % |

|  | 41,97 % |

|  | 13,75 % |

|  | 49,72 % |

|  | 56,42 % |

|  | 61,05 % |

|  | 90,33 % |

|  | 42,72 % |

|  | 35,50 % |

|  | 37,52 % |

|  | 3,16 % |

|  | 50,08 % |

|  | 55,20 % |

|  | 41,01 % |

|  | 9,10 % |

|  | 40,56 % |

|  | 2,42 % |

|  | 45,65 % |

|  | 20,63 % |

|  | 43,01 % |

|  | 68,77 % |

|  | 49,24 % |

|  | 70,45 % |

|  | 48,38 % |

|  | 49,44 % |

|  | 48,27 % |

|  | 46,84 % |

|  | 52,93 % |

|  | 67,84 % |

|  | 51,06 % |

|  | 61,71 % |

|  | 48,18 % |

|  | 43,12 % |

|  | 51,38 % |

|  | 56,88 % |

|  | 48,27 % |

|  | 42,01 % |

### Congreso

#### Senado
|  | 44.0 % |

|  | 53.7 % |

|  | 43.8 % |

|  | 53.8 % |

|  | 59.3 % |

|  | 48.5 % |

|  | 49.0 % |

|  | 48.8 % |

#### Cámara de Representantes
|  | 53.2 % |

|  | 44.9 % |

|  | 48.8 % |

|  | 45.5 % |

|  | 48.8 % |

|  | 53.4 % |

|  | 50.8 % |

|  | 47.8 % |

|  | 48.6 % |

## Presidentes demócratas de los Estados Unidos

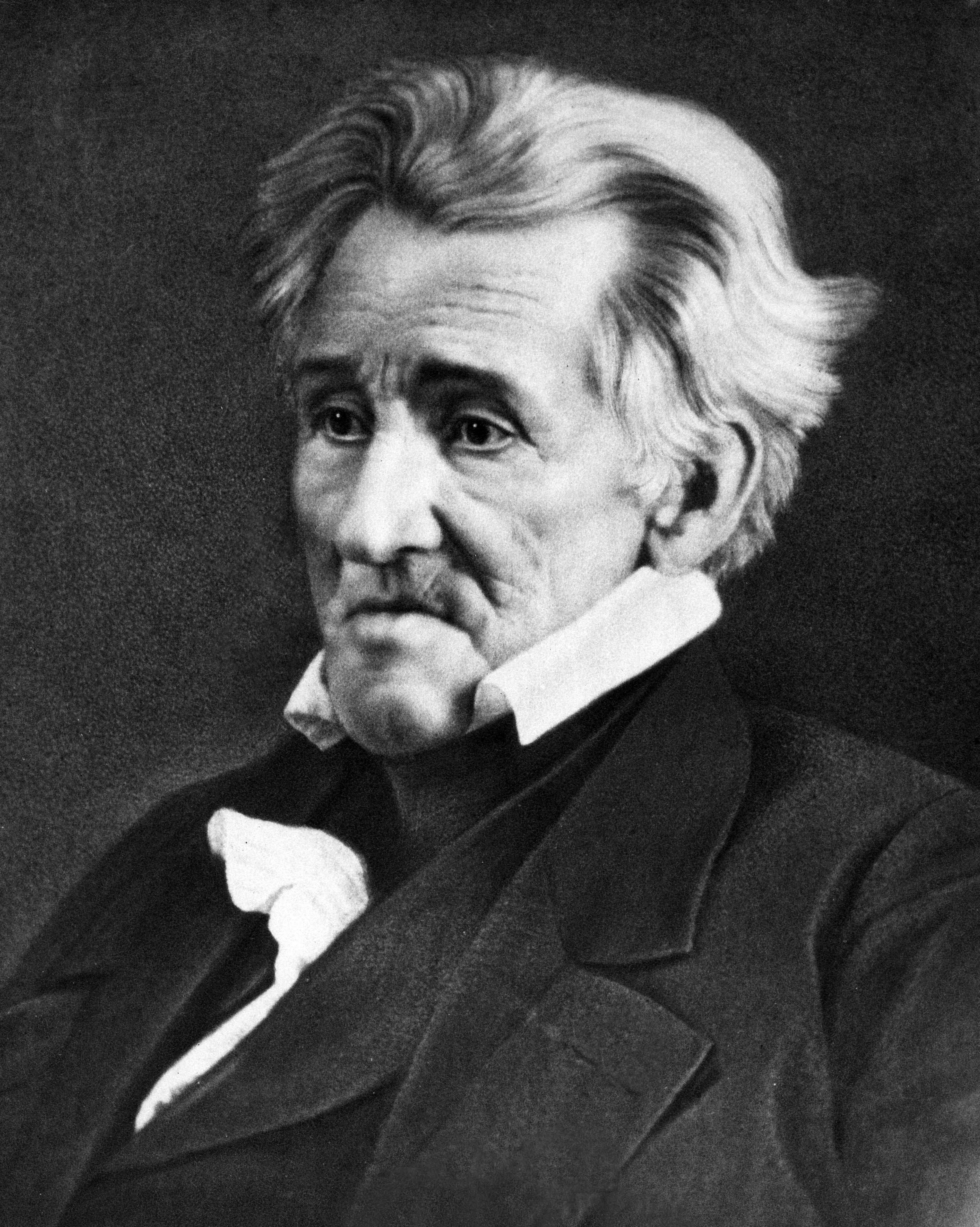
Andrew Jackson (1829-1837)
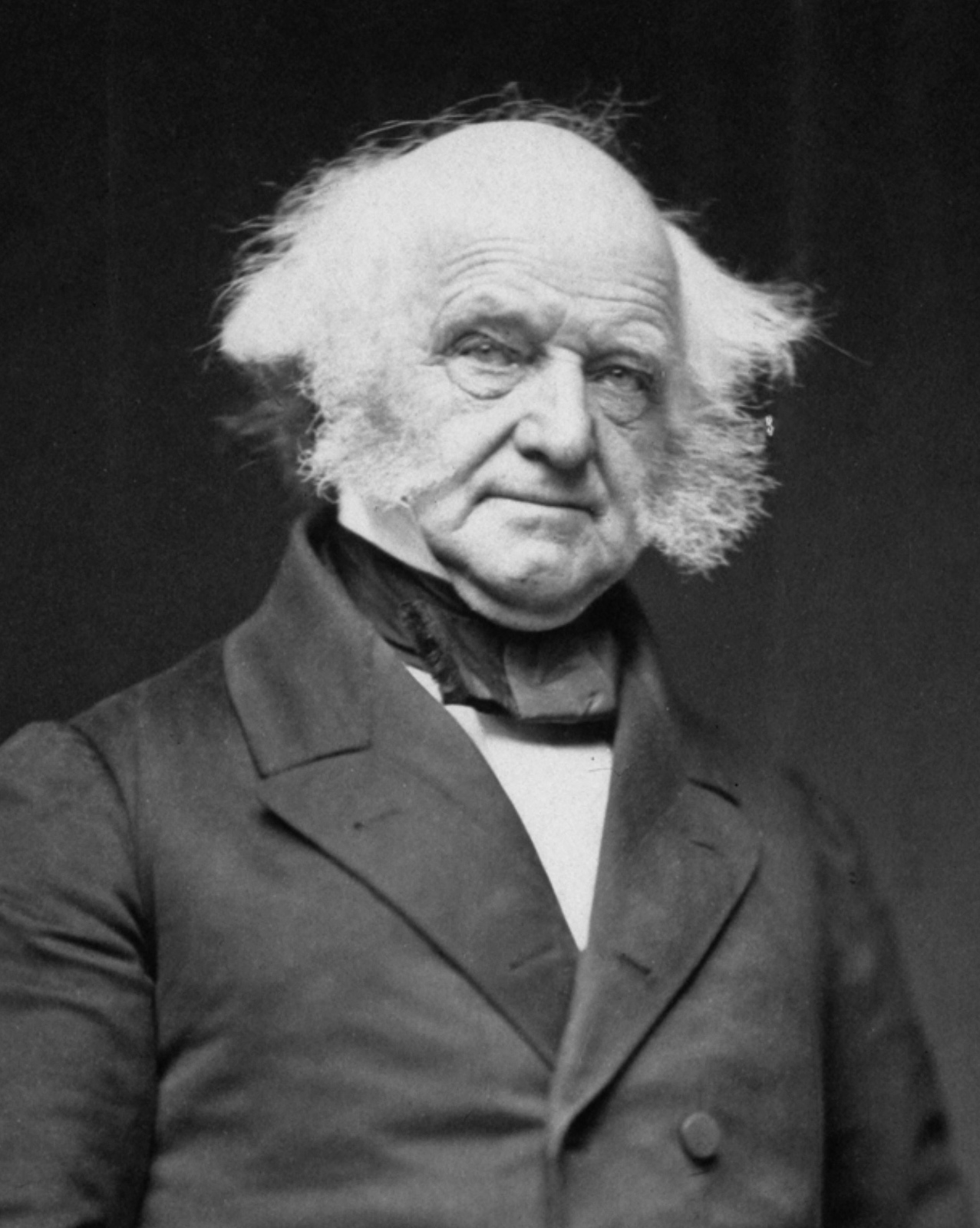
Martin Van Buren (1837-1841)
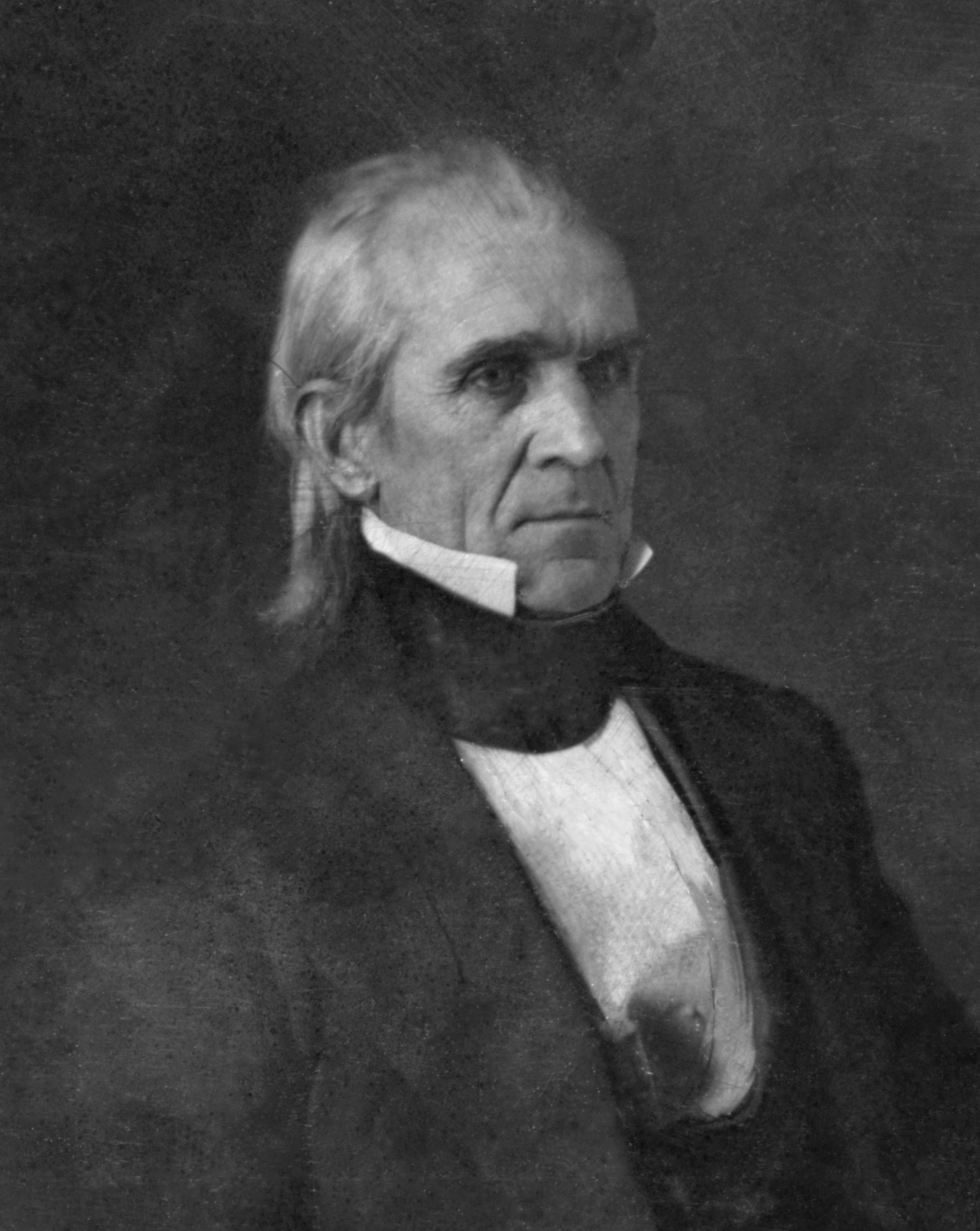
James K. Polk (1845-1849)
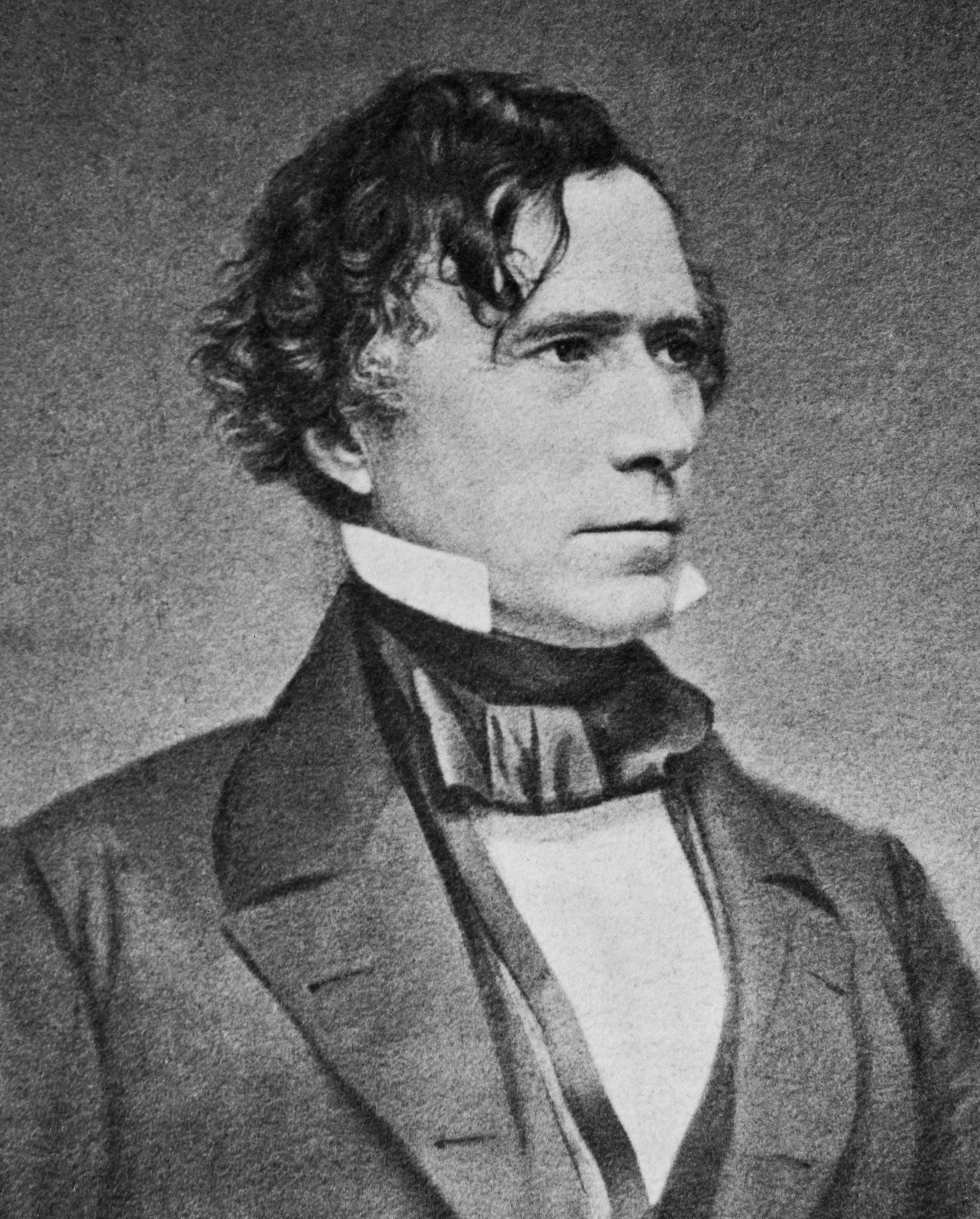
Franklin Pierce (1853-1857)
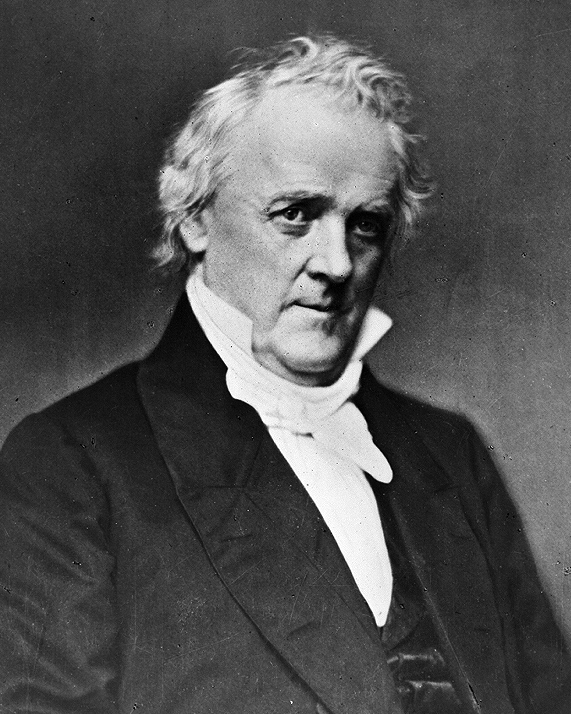
James Buchanan (1857-1861)
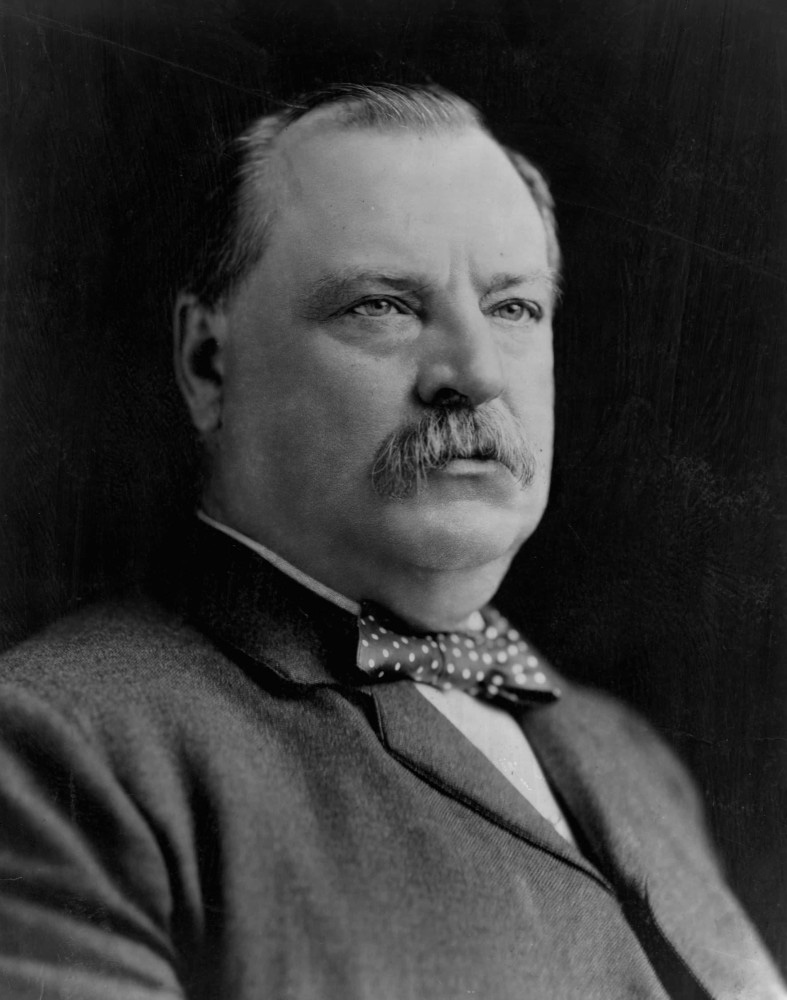
Grover Cleveland (1885-1889; 1893-1897)
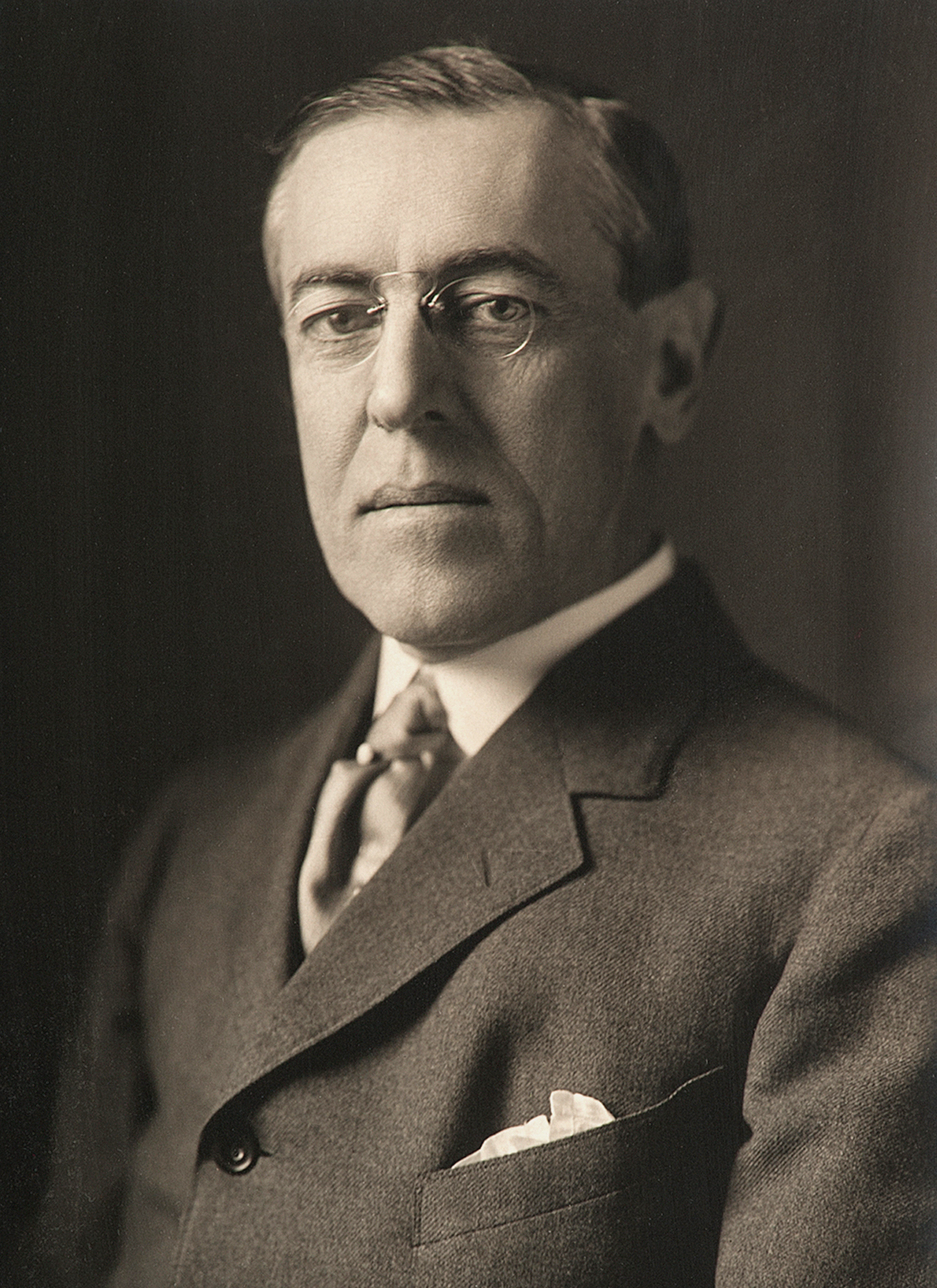
Woodrow Wilson (1913-1921)
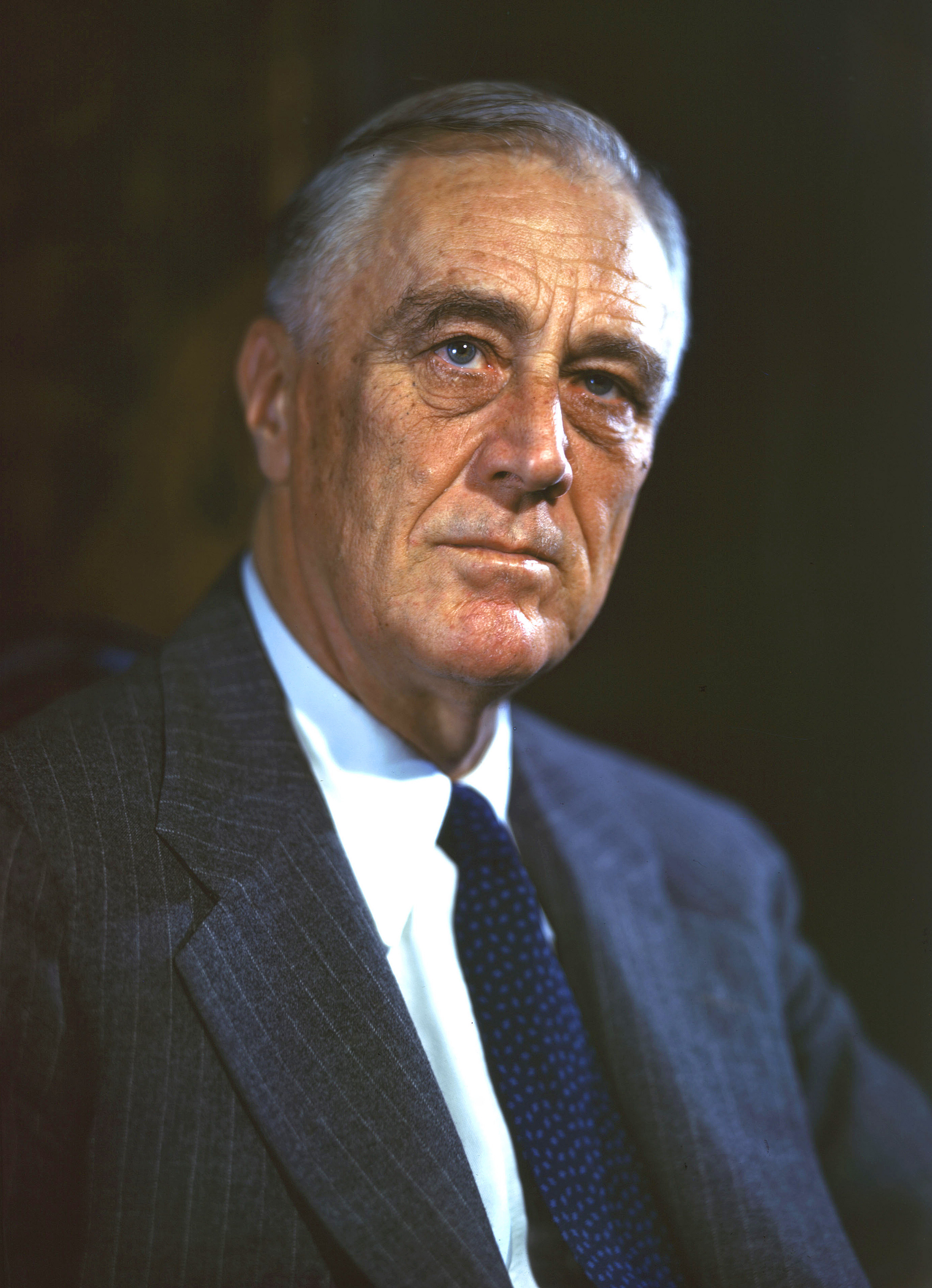
Franklin D. Roosevelt (1933-1945)
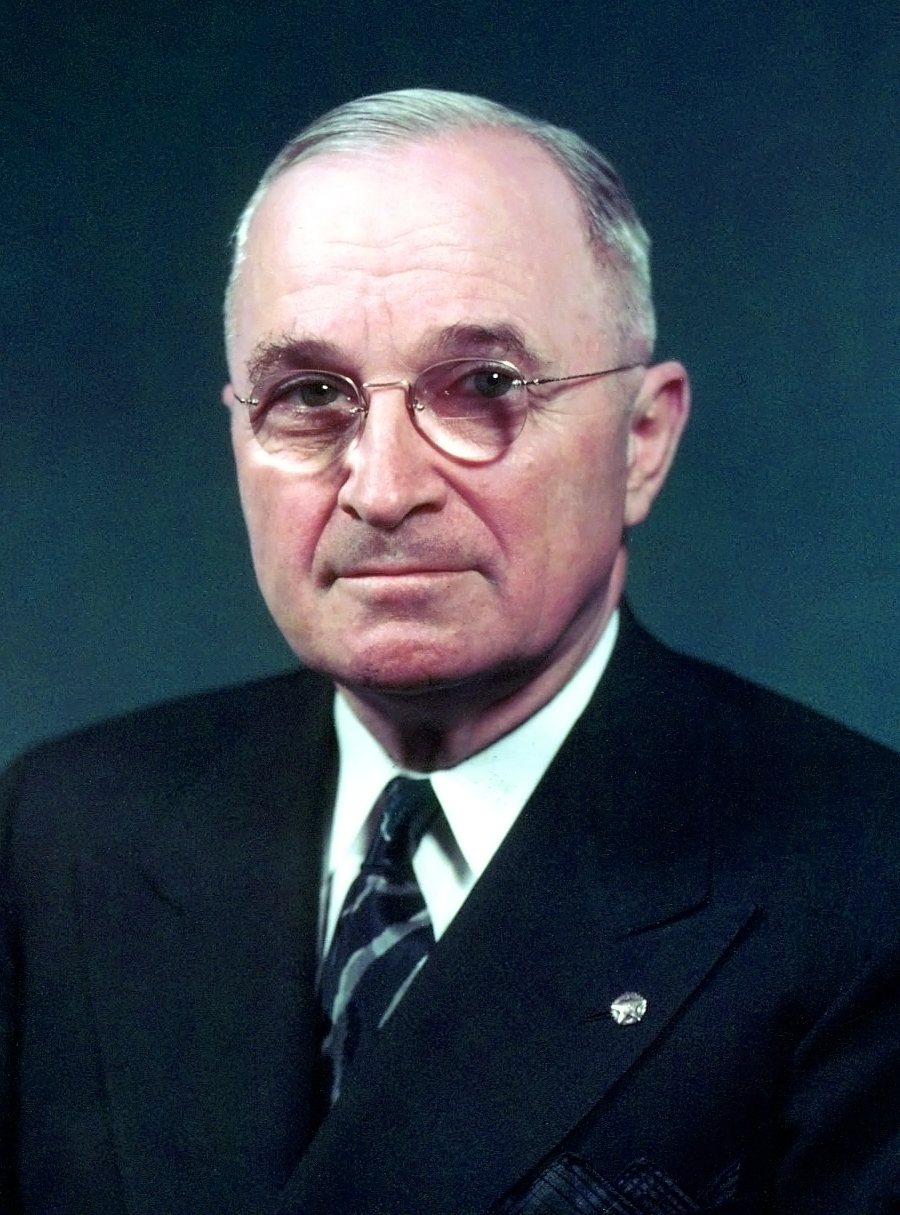
Harry S. Truman (1945-1953)
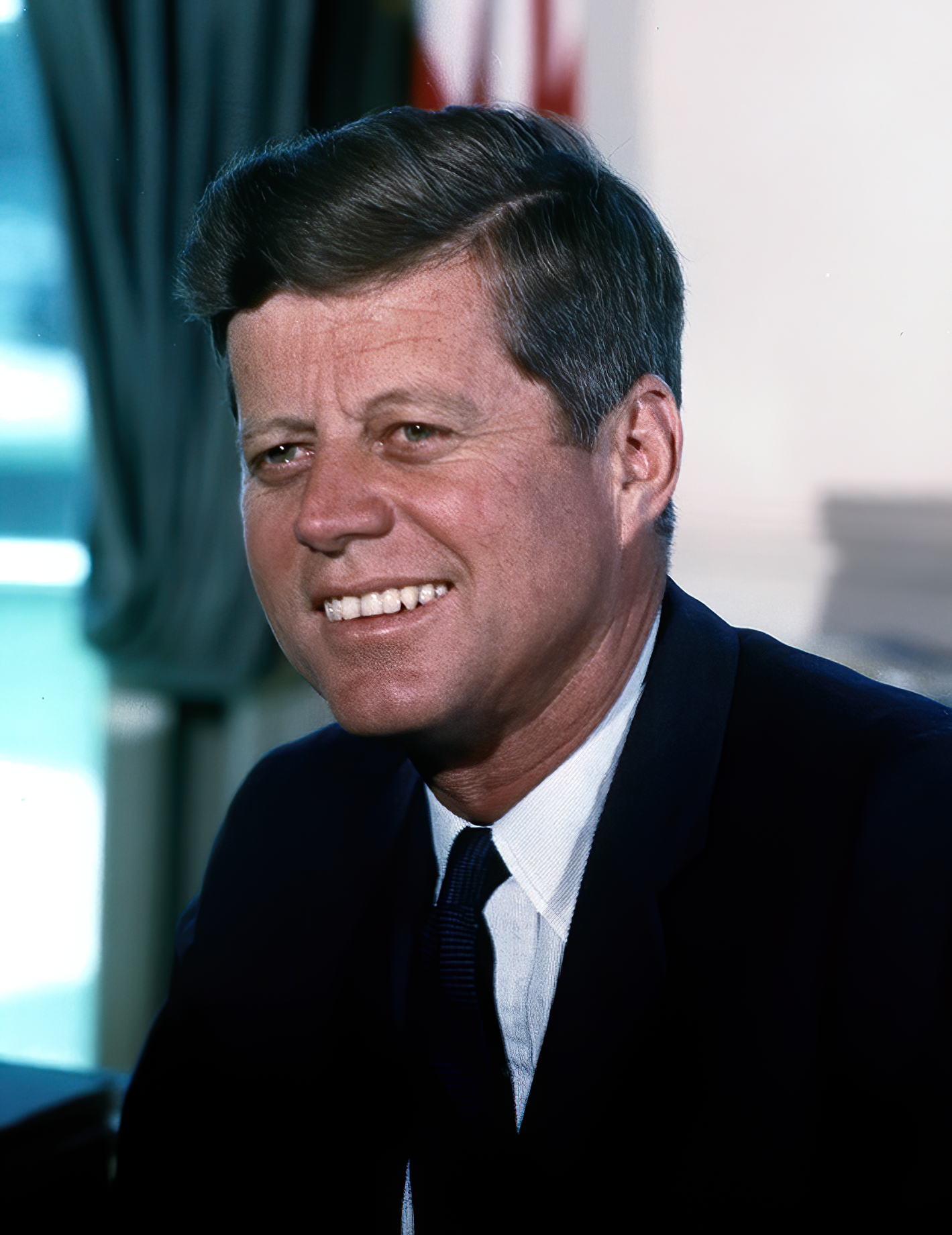
John F. Kennedy (1961-1963)
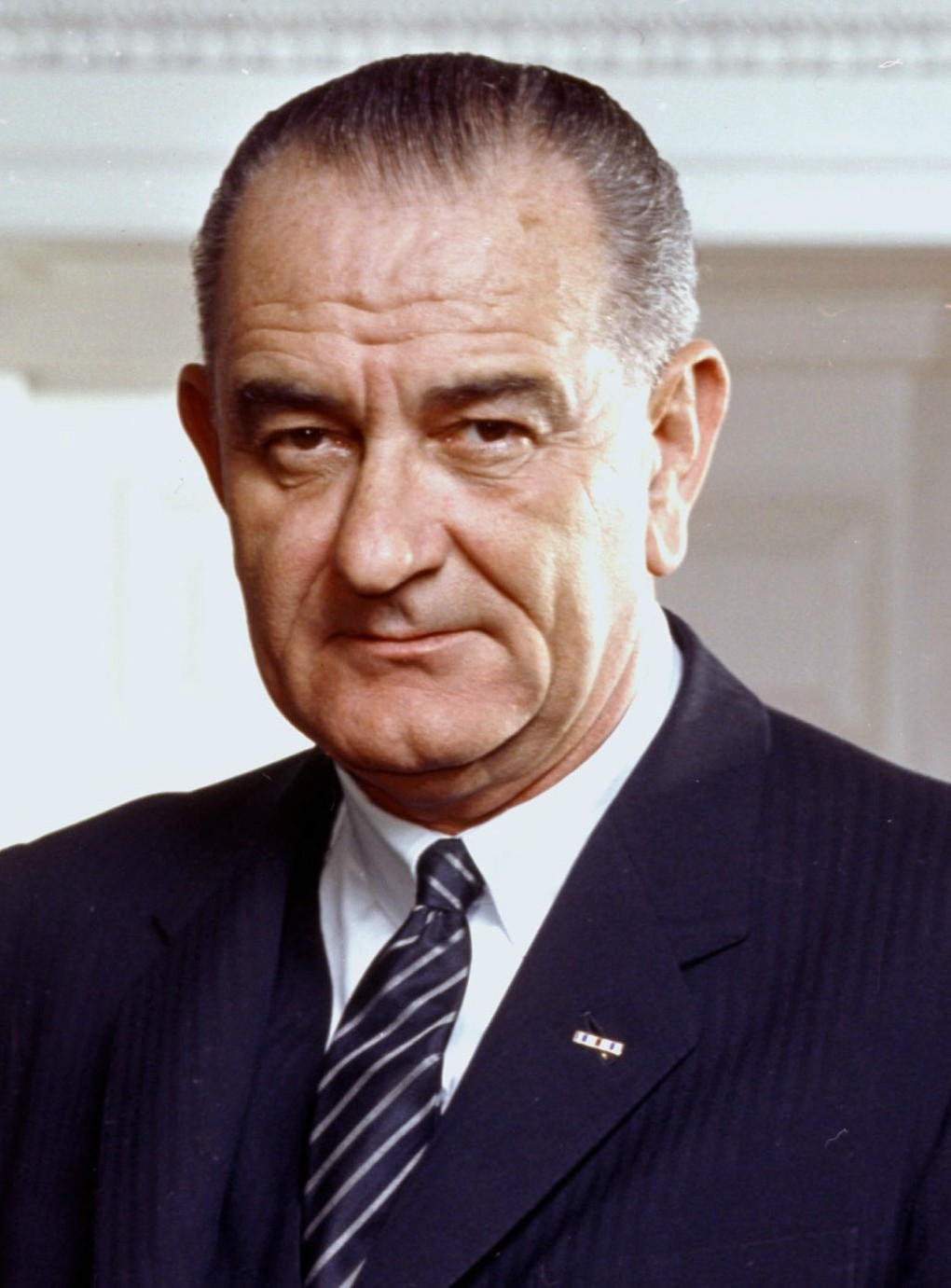
Lyndon B. Johnson (1963-1969)
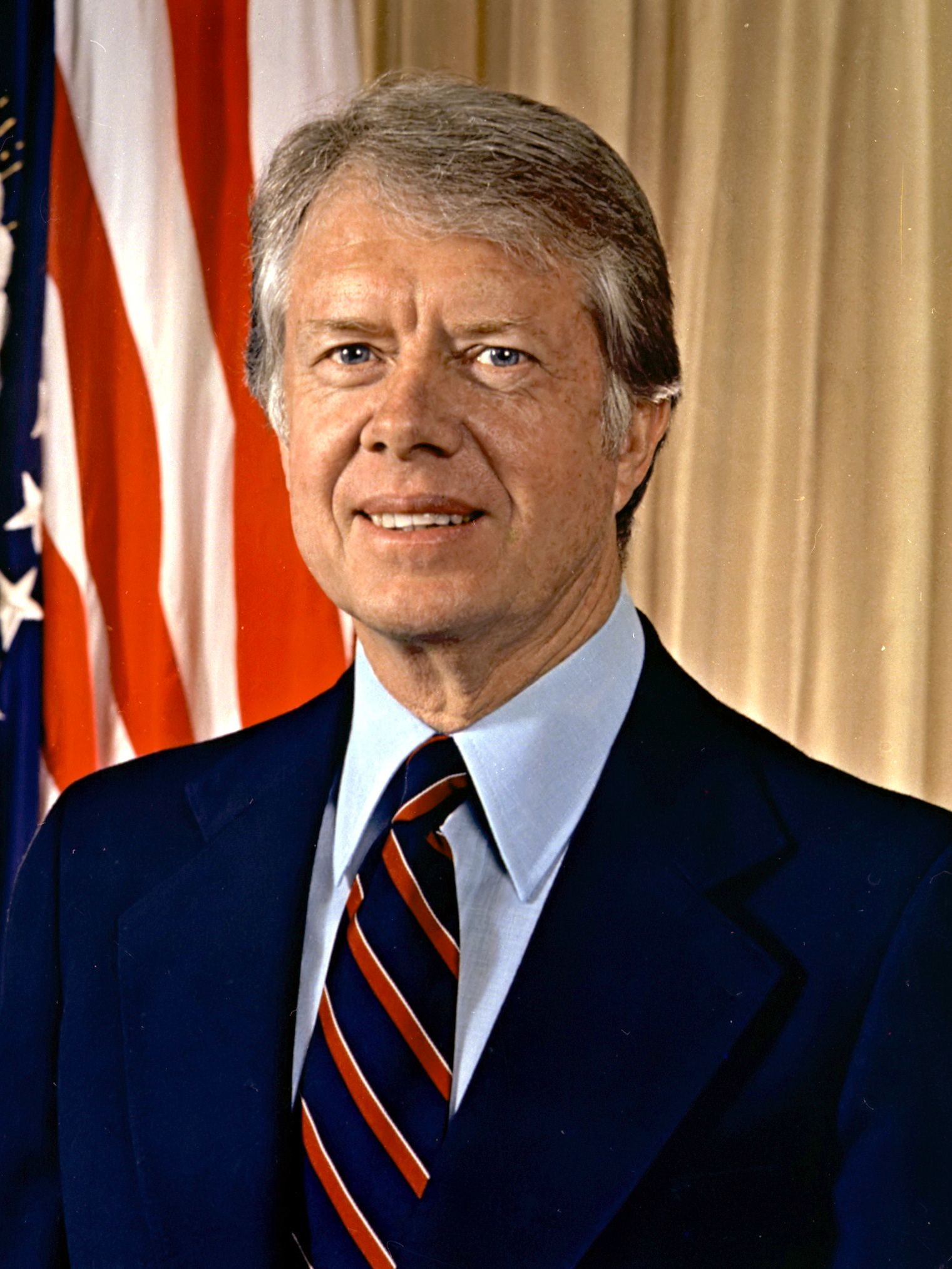
Jimmy Carter (1977-1981)
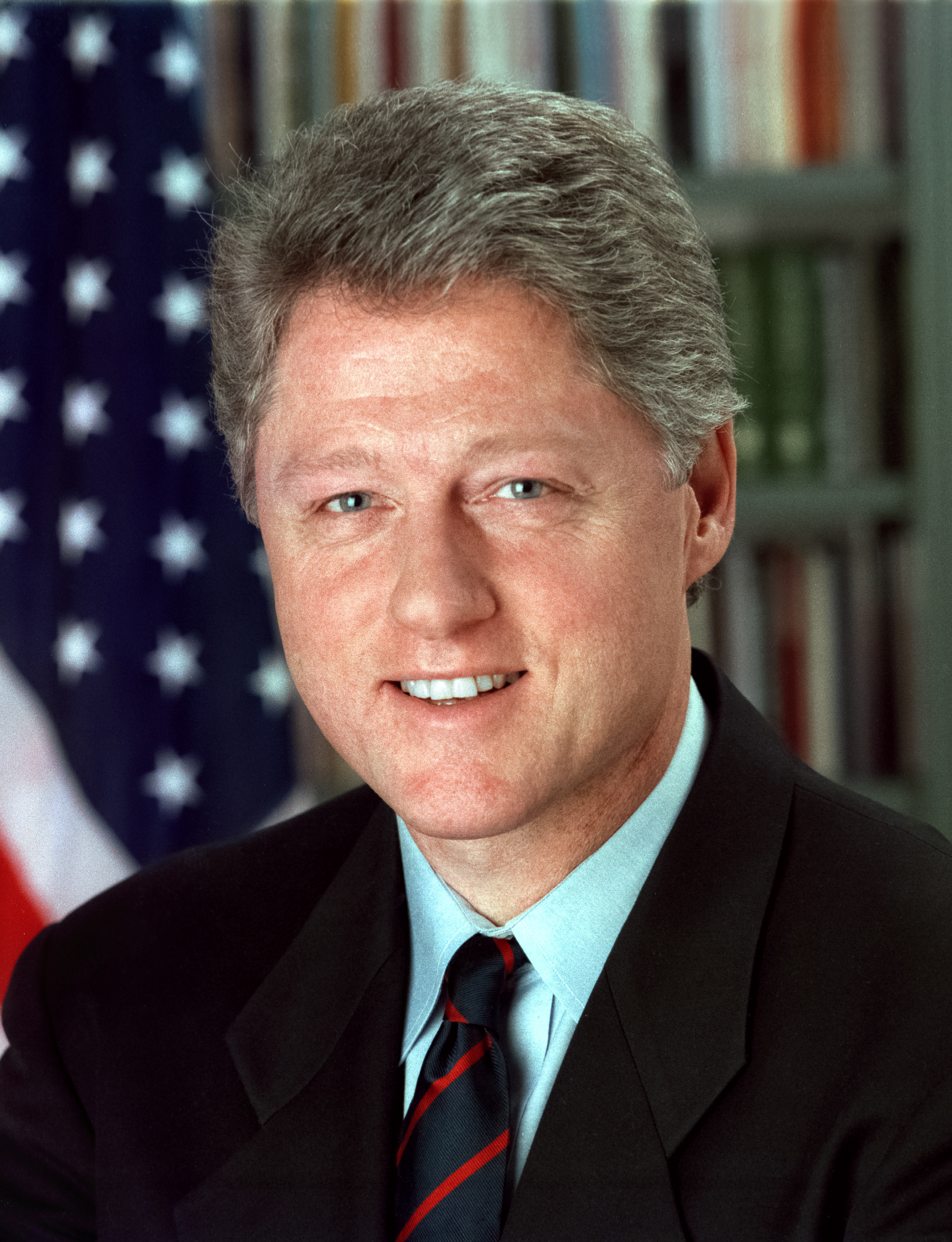
Bill Clinton (1993-2001)
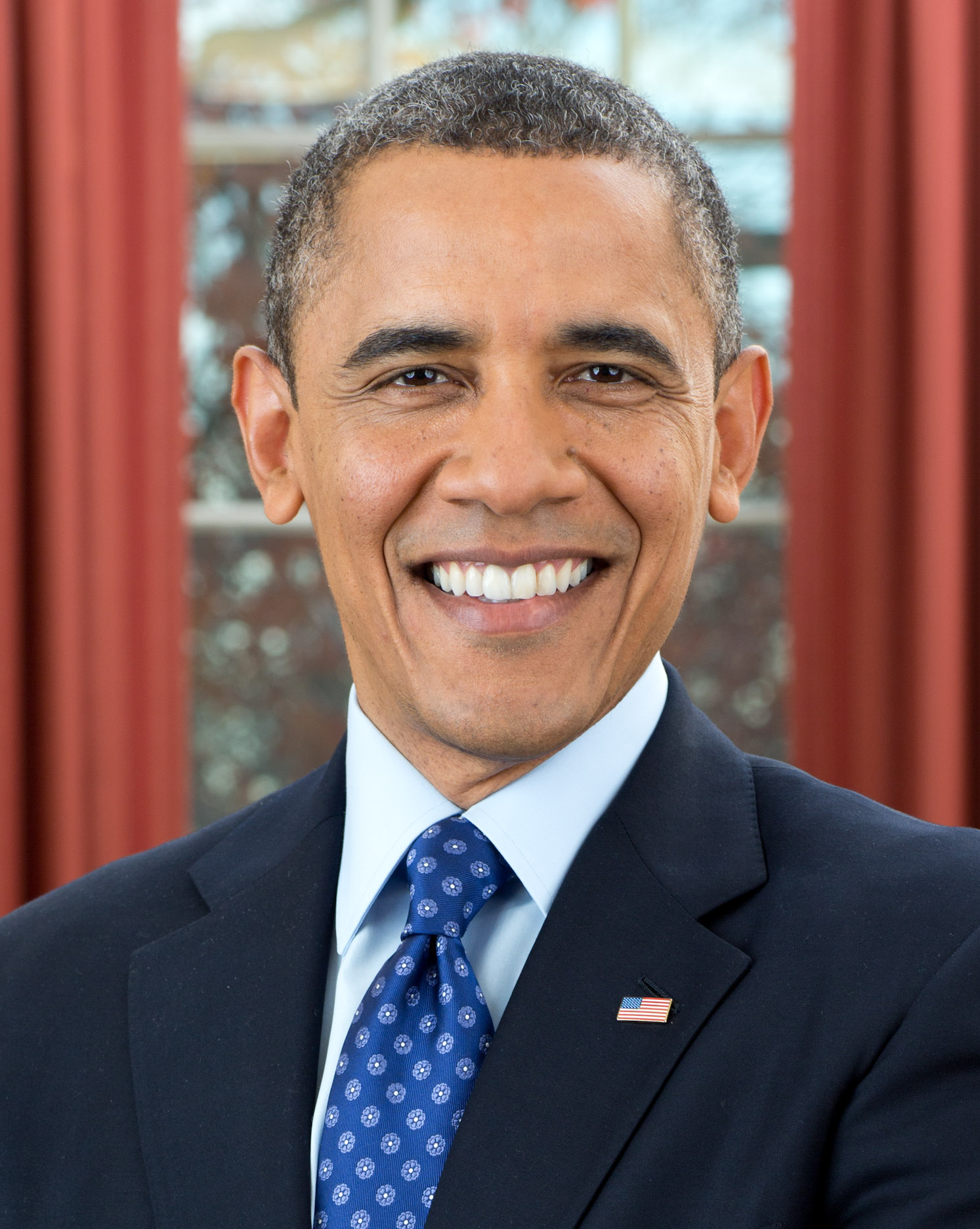
Barack Obama (2009-2017)
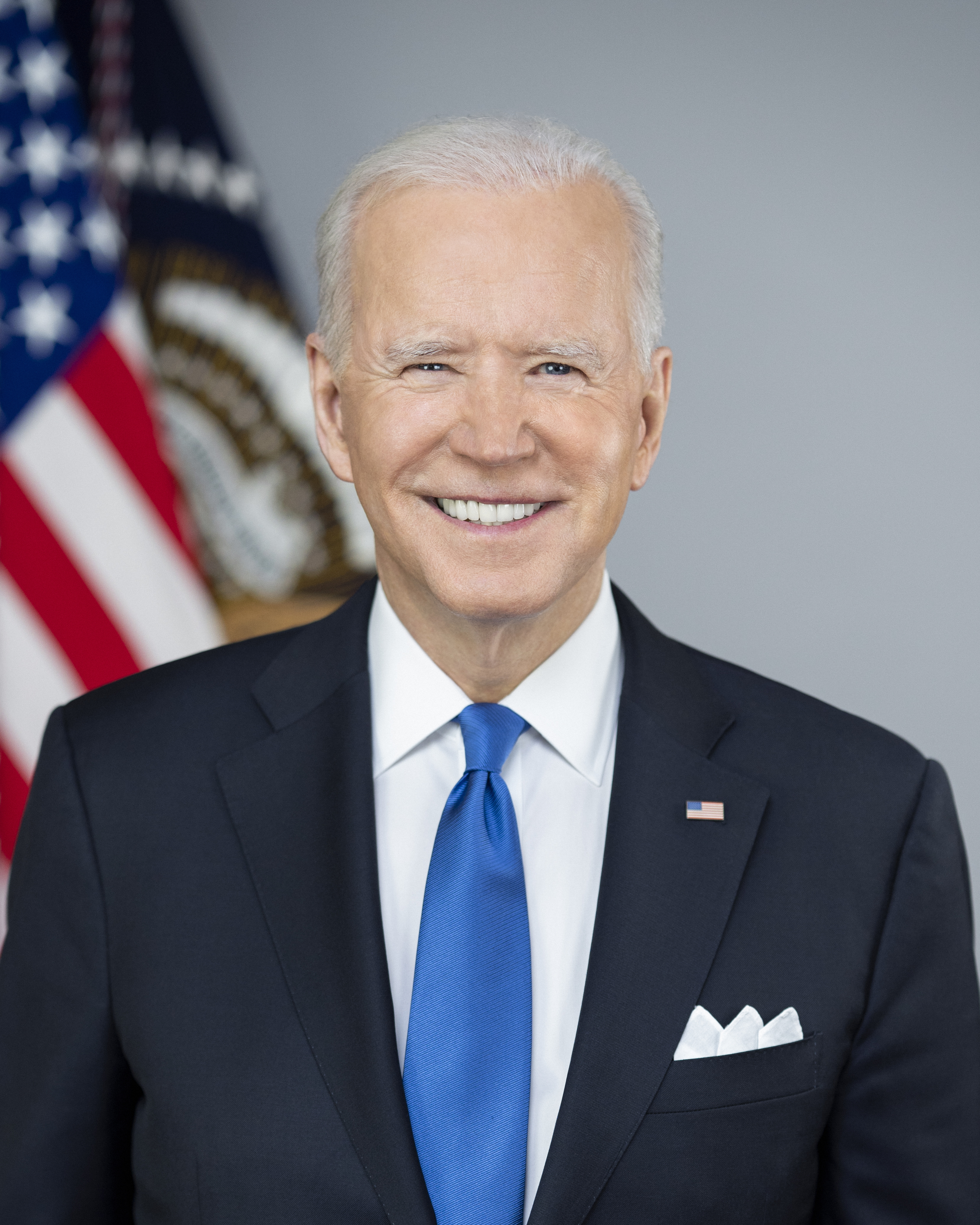
Joe Biden (2021-2025)